# Luang Prabang
Luang Prabang (lao : ຫລວງພຣະບາງ) est une ville du Nord du Laos, actuelle capitale de la province de Luang Prabang. Elle fut la capitale royale du Lan Xang (royaume du million d'éléphants) du XIVe siècle à 1946. La capitale effective fut Vientiane à partir de 1563, puis, après la séparation du royaume de Luang Prabang et du royaume de Vientiane en 1707, le titre de capitale du Lan Xang fut disputé entre les deux villes.
C'est un port fluvial situé sur le Mékong, 210 kilomètres en amont de Vientiane. Ville enchâssée dans un environnement montagneux, le climat y est plus frais et la difficulté d'accès lui a permis de garder son aspect originel et typique. Peu peuplée, environ 53 792 habitants, elle s'est ouverte au tourisme depuis les années 1990 et est inscrite à l'inventaire des sites du patrimoine mondial depuis 1995 du fait de son patrimoine pré-colonial et colonial.
Luang Prabang est connue pour ses nombreux temples bouddhistes et monastères (on en compte 34 ou 35). Chaque matin, des centaines de moines provenant des différents monastères marchent à travers les rues pour récolter l'aumône des habitants et parfois des touristes. L'un des principaux sites de la ville est une grande colline dominée au sommet par le temple Wat Chom Si.

## Orthographe
Le nom ຫລວງພຣະບາງ peut être transcrit de nombreuses façons :
- en français, Louang Prabang (ou Louang Phrabang)
- en anglais, le plus souvent Luang Prabang
- selon les recommandations de la Maison du patrimoine, UNESCO : Luang Phabang

## Géographie

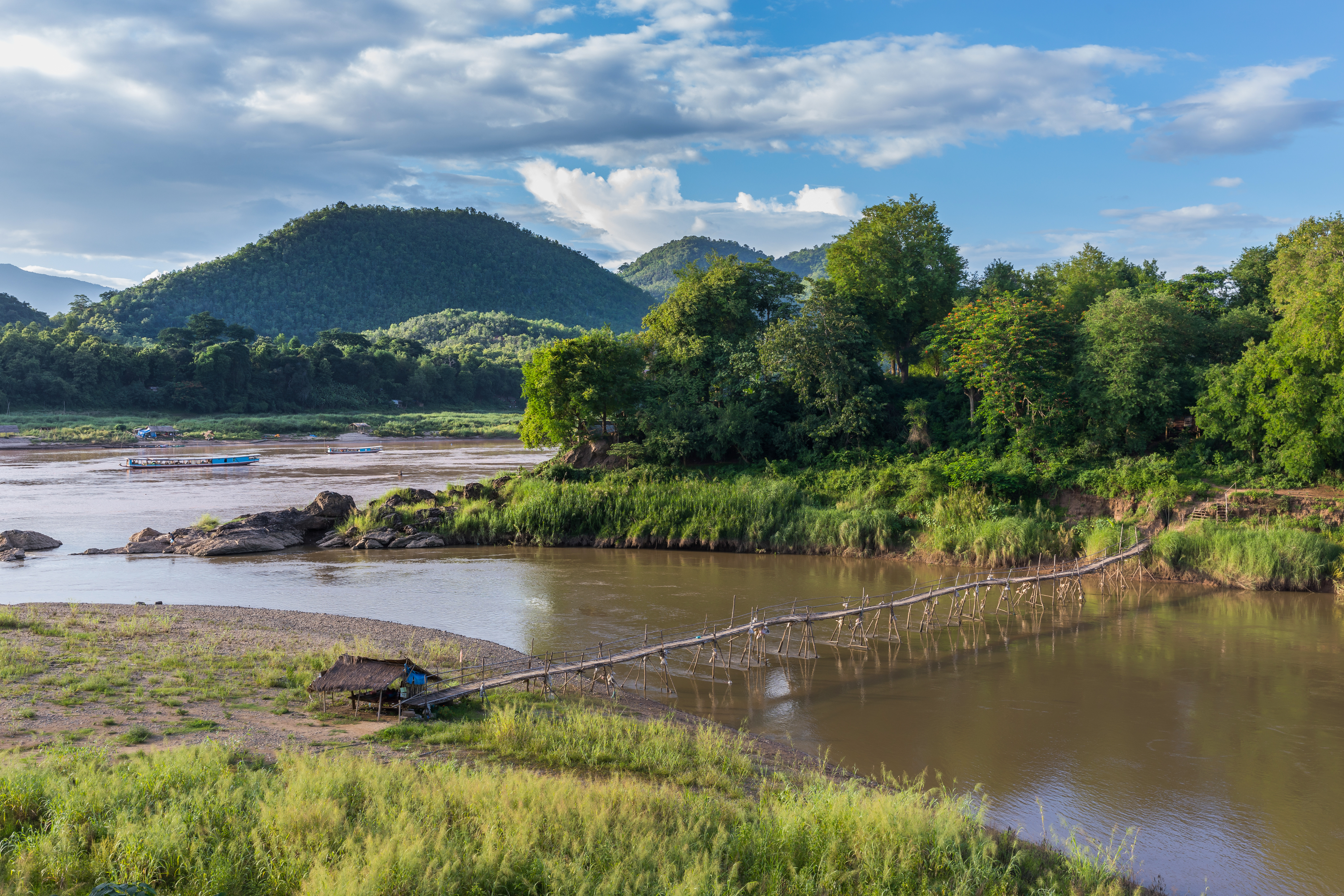
Paysage de Luang Prabang montrant une passerelle temporaire en bois traversant le fleuve Nam Khan rencontrant le Mékong, et des montagnes vertes au loin. Vue depuis le parc Riverview, près du temple Vat Pak Khan Khammungkhun, au nord-est de la ville (juin 2018)

Luang Prabang est à 300 mètres d'altitude.

### Climat
Luang Prabang présente un climat sec et humide selon la classification de Köppen. Alors que la ville est généralement très chaude durant l'année, elle est sensiblement plus froide pendant les mois de décembre et janvier. Luang Prabang présente une saison humide d'avril à octobre et une saison sèche pendant les cinq autres mois. La ville compte environ 1 450 millimètres de précipitations annuelles. Les températures varient en moyenne de 13 °C en janvier à 33 °C en mai.

## Histoire

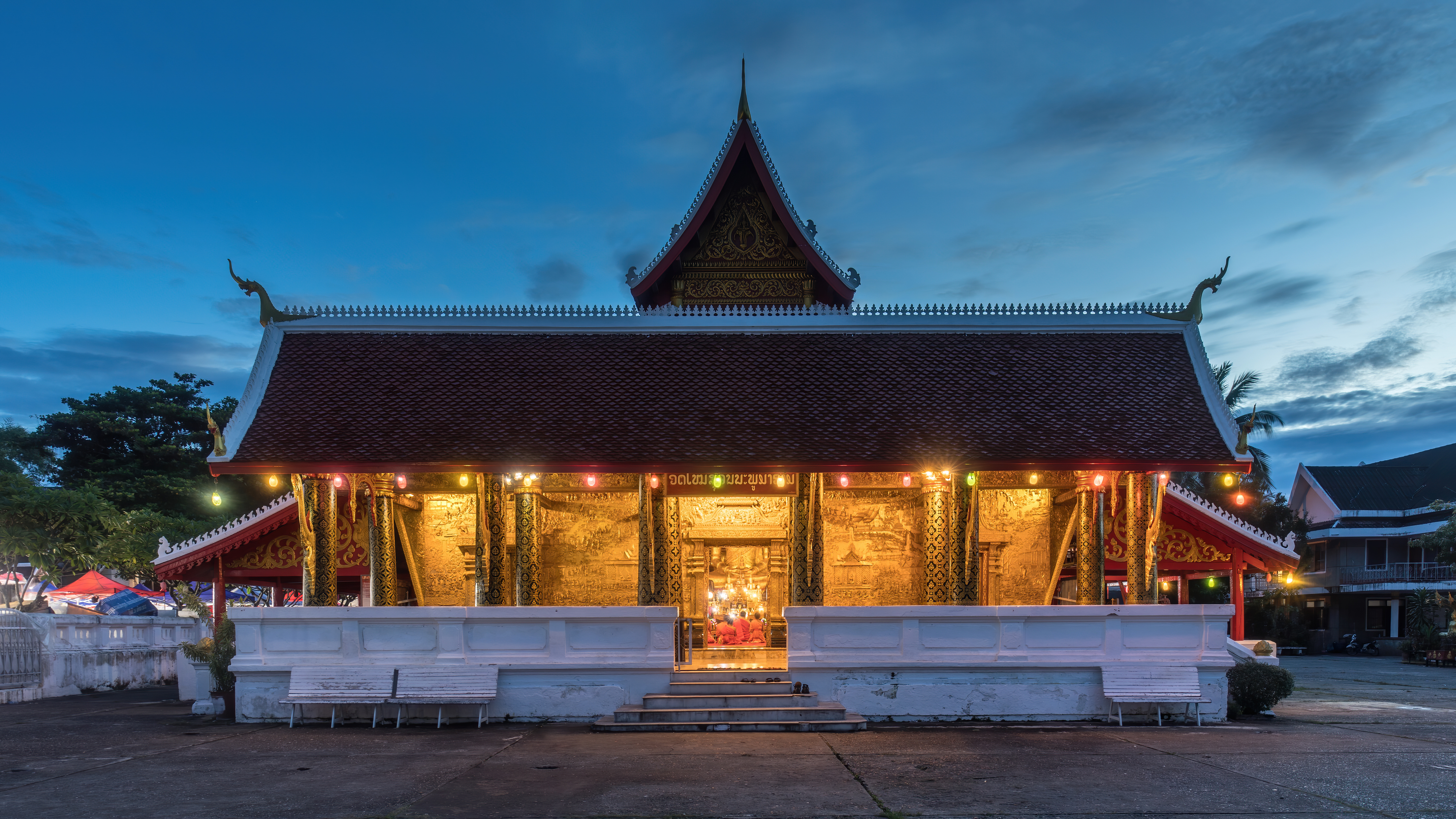
Le ວັດໃໝ່ສຸວັນນະພູມາ, temple bouddhiste du, à l'heure bleue, avec des lumières colorées, au centre-ville de Luang Prabang. Septembre 2023.

Luang Prabang est, selon des preuves archéologiques, habitée depuis les années 8 000 avant Jésus-Christ.
Capitale de la principauté de Muong Xua avant le XIVe siècle, elle se nomme alors Xieng Thong Xieng Dong.
En 1353, le roi Fa Ngum, de retour d'un exil au royaume Khmer, entreprend de réunir les diverses principautés et fonde le royaume du Million d'Éléphants (Lan Xang), avec pour capitale Xieng Thong Xieng Dong. En 1358, une délégation monastique a mission d'apporter une précieuse statue de Bouddha datant du VIIe siècle et d'origine srilankaise qu'on appelait Phra Bang. Quand la capitale du Lan Xang est transférée à Vientiane pour des raisons de sécurité[réf. souhaitée], Xieng Thong Xieng Dong prend le nom de Luang Phra Bang en l'honneur de la statue, considérée comme un palladium national.
En 1773, la ville est pillée par les Birmans de la dynastie Konbaung. L'année suivante, le centre-ville totalement construit en bois est détruit par les flammes lors du traditionnel Nouvel An lao.
La fin du XIXe siècle est marquée par une forte instabilité : Luang Prabang est pillée par des Pavillons noirs chinois en 1887, puis occupée par les troupes du Siam.
En 1893, le royaume de Luang Prabang est forcé d'accepter le protectorat français pour tout le pays. Henri Mouhot (1826-1861), Francis Garnier (1839-1873), Ernest Doudart de Lagrée (1823-1868), Louis Delaporte (1842-1925), Louis de Carné (1843-1871), Auguste Pavie (1847-1925), tous ces voyageurs ont avoué leur coup de cœur pour cette cité royale.
Les Français reconstruisent Vientiane, la dotant d'infrastructures, de routes et d'universités, et agrandissent le royaume de Luang Prabang en intégrant des provinces du nord et de l'ancien État de Vientiane. La cité de Luang Prabang, où réside le commissaire français, se dote dès lors d'une architecture coloniale.
En 1989, le Laos ouvre ses portes au tourisme stimulant la croissance économique et la revitalisation de Luang Prabang. Les maisons de bois traditionnelles et maisons de maîtres coloniales sont restaurées, retrouvant leurs lustres d'antan, sous la forme de belles maisons d'hôtes, d'hôtels et restaurants pour répondre à l'offre touristique grandissante.
Classée en 1995 au patrimoine mondial par l'UNESCO, Luang Prabang est l'une des plus jolies villes d'Asie, des plus préservées aussi grâce à la présence de la Maison du Patrimoine qui veille à la sauvegarde de la vieille ville. La ville est aussi un des très hauts symboles du bouddhisme en Asie, jouissant d'une grande aura auprès d'une population encore très fervente et très pratiquante. Avec les dizaines de temples occupant près d'un tiers de sa surface, Luang Prabang est encore aujourd'hui le siège de nombreuses manifestations religieuses ; les moines vêtus de la robe safran se comptent par milliers, ce qui renforce son caractère singulièrement mystique. Elle conserve aujourd'hui de très nombreuses traces de la présence française. Le palais royal, construit entre 1904 et 1909 sous le règne du roi Sisavang Vong, a été transformé en 1975 en musée national. Le but de ce classement était d'empêcher la « modernisation sauvage » et de limiter la dénaturation causée par les afflux de touristes.

## Économie

### Tourisme

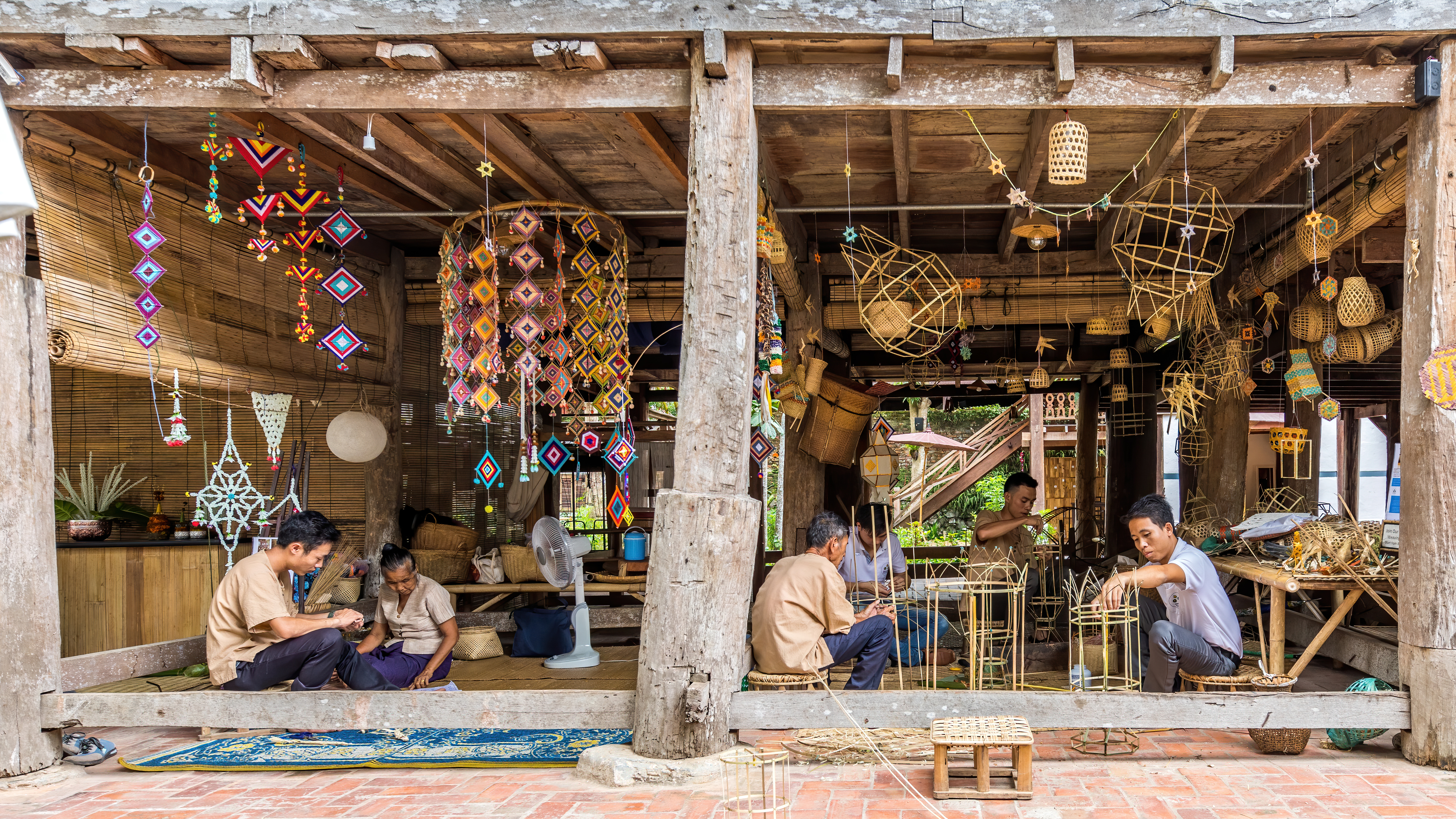
Artisans au travail, fabricants de mobilier en osier (matériau), tissage de paniers en bambou (vannerie), artisanat textile et sculptures mobiles suspendues, vue intérieure de la maison du patrimoine Heuan Chan, bâtiment ancien en bois sur pilotis avec plafond en bois, mobilier en bambou et sudare (stores vénitiens en bambou), à la maison Heuan Chan heritage, Luang Prabang. Juin 2018.

En 2007, plus de 200 000 touristes ont visité Luang Prabang, soit dix fois plus qu'en 1995.

En 2024, plus de 2 300 000 touristes ont visité Luang Prabang (soit plus du double de ce qui était prévu initialement).

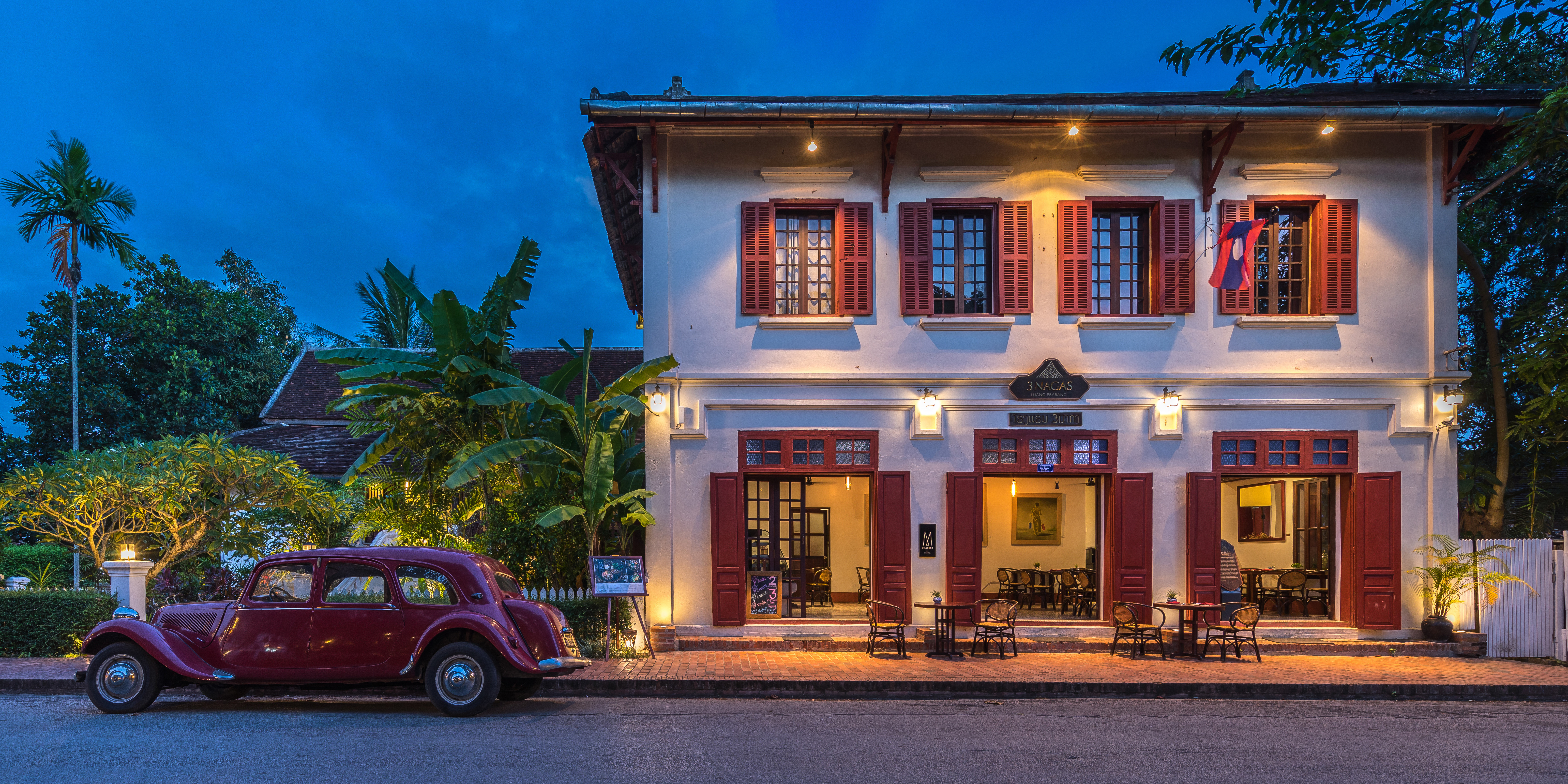
Hôtel 3 Nagas, avec une vieille Citroën rouge modèle 11 version familiale (1952), à l'heure bleue, à Luang Prabang. Juin 2018.

## Culture locale et patrimoine

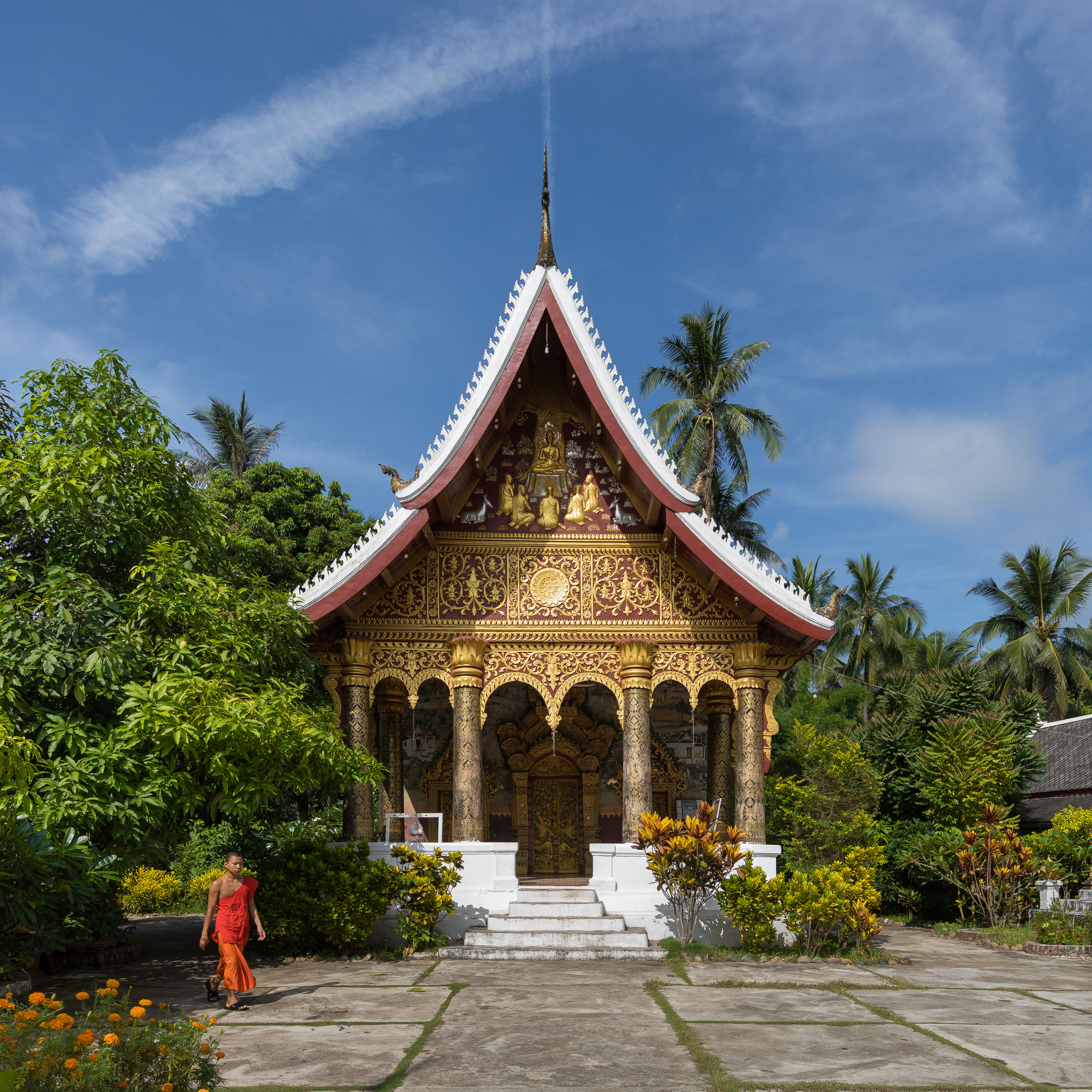
Vue de face du temple Vat Pa Phai, avec un bhikshu marchant devant, des fleurs orange marigold au premier plan, des nuages et un ciel bleu, à Luang Prabang. Le long et fin nuage blanc au-dessus du temple, en parfait alignement, semble faire une prolongation naturelle du toit pointu (juin 2018)

### Monuments et lieux touristiques

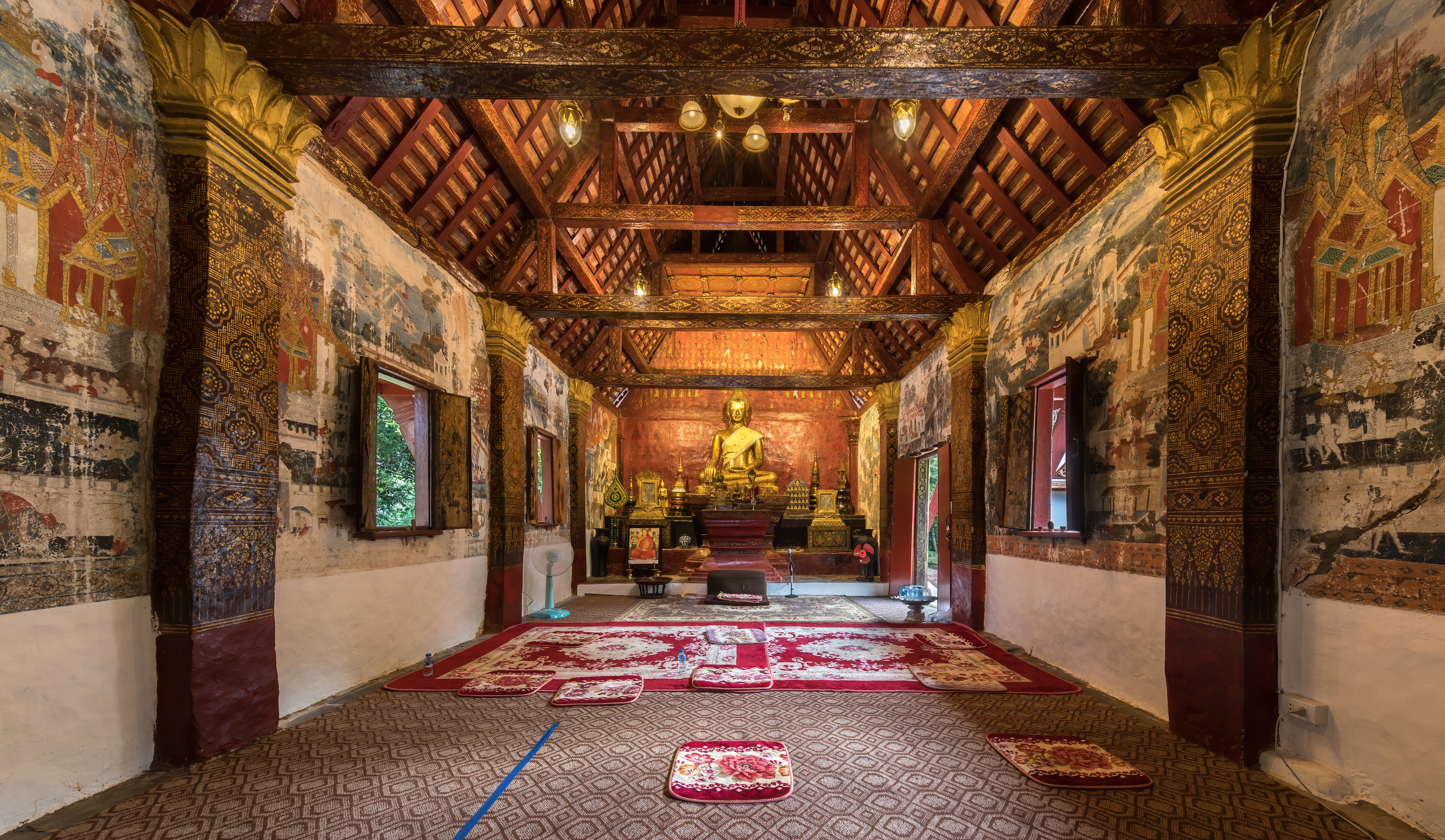
Le wat (architecture) Long Koon, intérieur, à Luang Prabang. Septembre 2023.

- Le palais royal de Luang Prabang, siège du musée national, où on peut voir le Bouddha Pha Bang (en fait une copie, l'original est conservé dans un coffre).

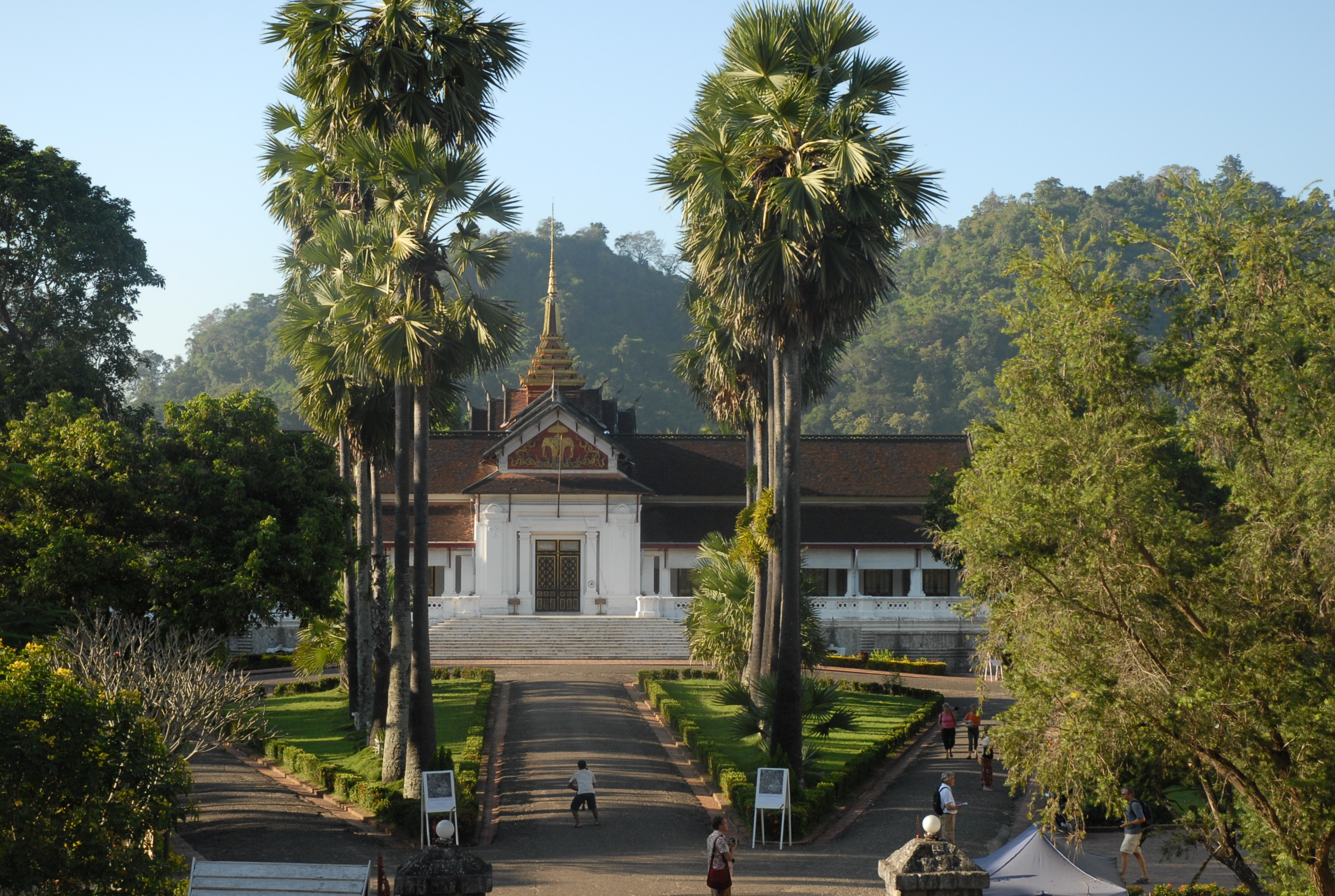
Musée national (ancien palais royal)

- Le Vat Mai, typique de l'architecture de Luang Prabang, est également appelé Banpakham. Le roi Anourouth (Anurutha) voulut, en 1796, édifier le plus beau des monastères pour sa capitale, mais il en fut empêché. C’est en 1821 que le roi Manthatourat (Manthaturath), débuta sa construction, ou restauration[6], pour en faire le plus grand et le plus richement décoré des temples de Luang Prabang. Il fut achevé en 1891, sous le règne du roi Sakhaline (Zakarine], par la construction des galeries est et ouest[7]. C'est là qu'à l'occasion du Nouvel An, le Phra Bang (la statue du Bouddha d'or), est amenée du Palais royal, pour être exposé à la vénération de la population. Selon un rite immémorial, le cortège est annoncé par huit brahmanes en sampot et dolman blanc, précédés de vieux souffleurs de conques. Une statue de Bouddha en émeraude[réf. nécessaire] se trouve à l'intérieur rouge et or du bâtiment. Le Wat Mai, est la résidence du plus haut dignitaire de l’église bouddhiste lao, le patriarche suprême, que le nouveau régime appelle désormais le président des moines.

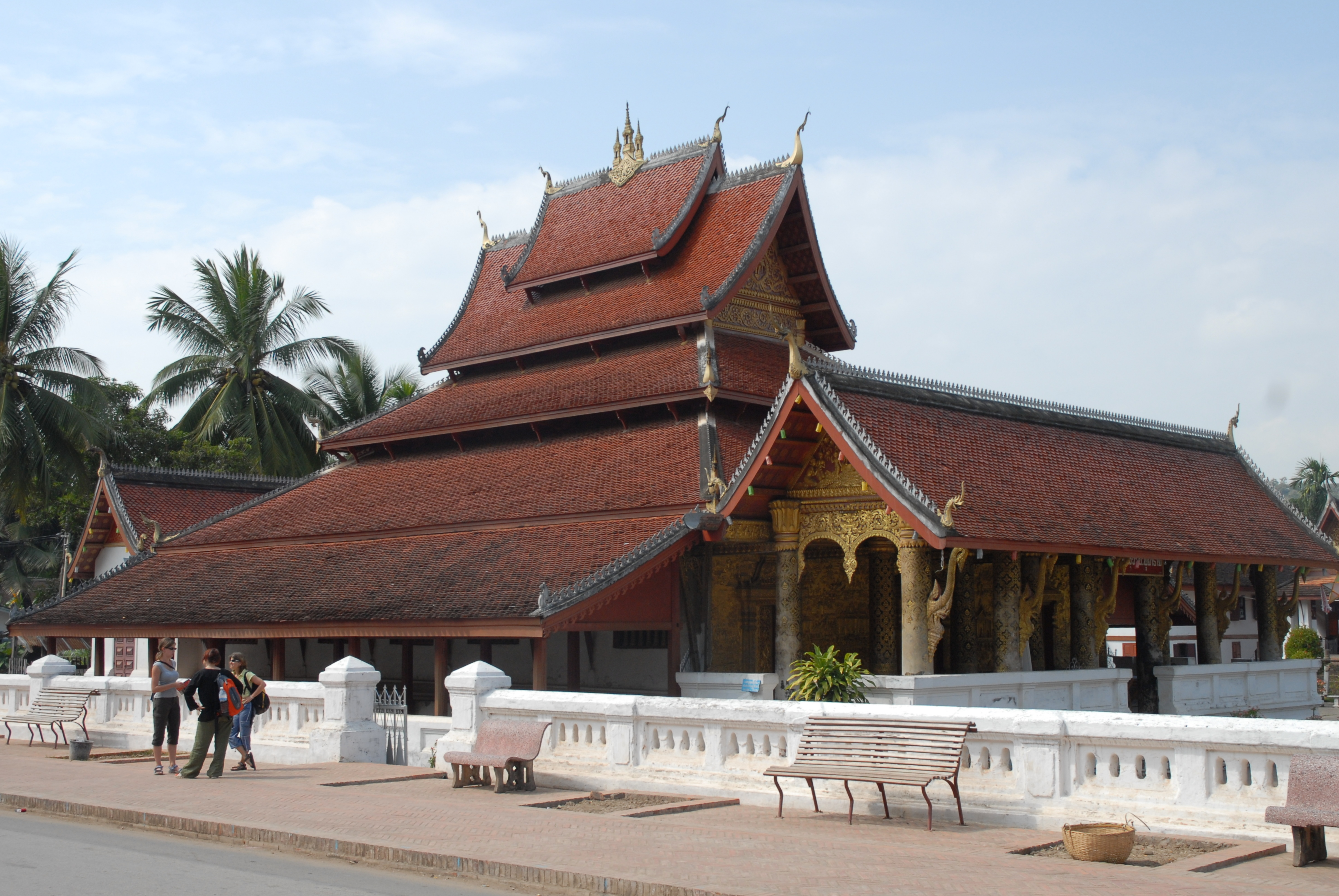
Vue générale du Vat May
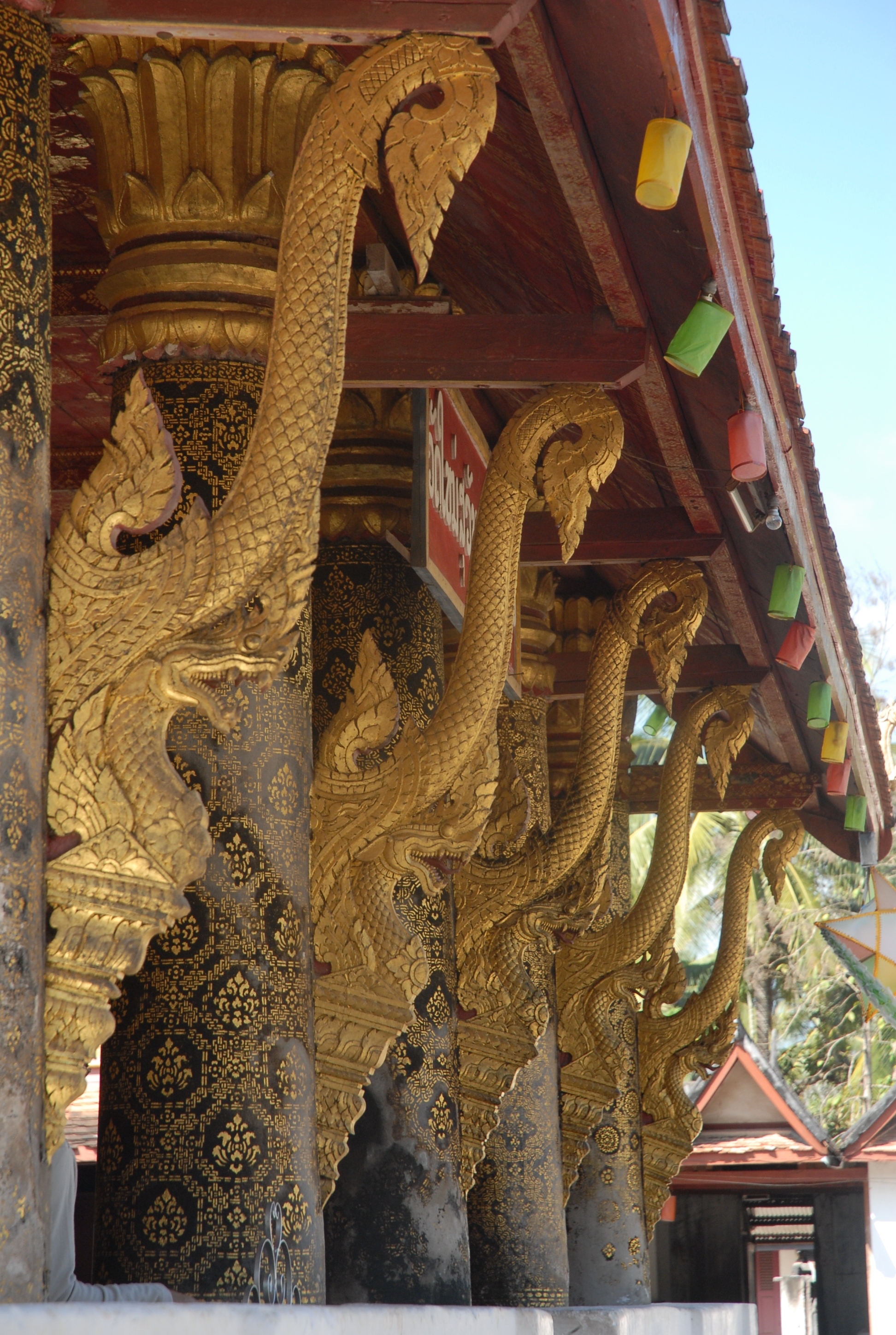
Éléments décoratifs de l'avant-corps
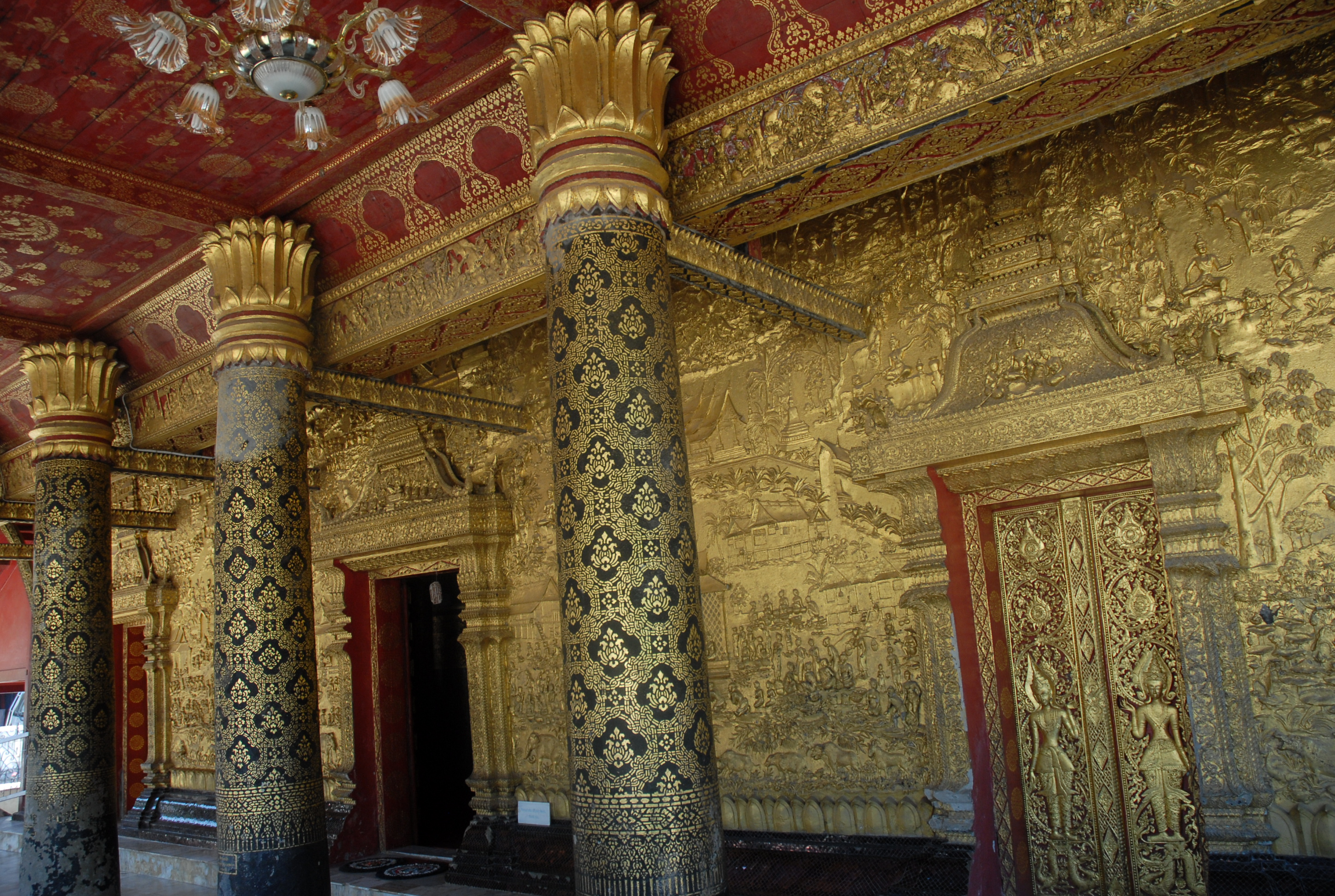
Sous l'avant-corps
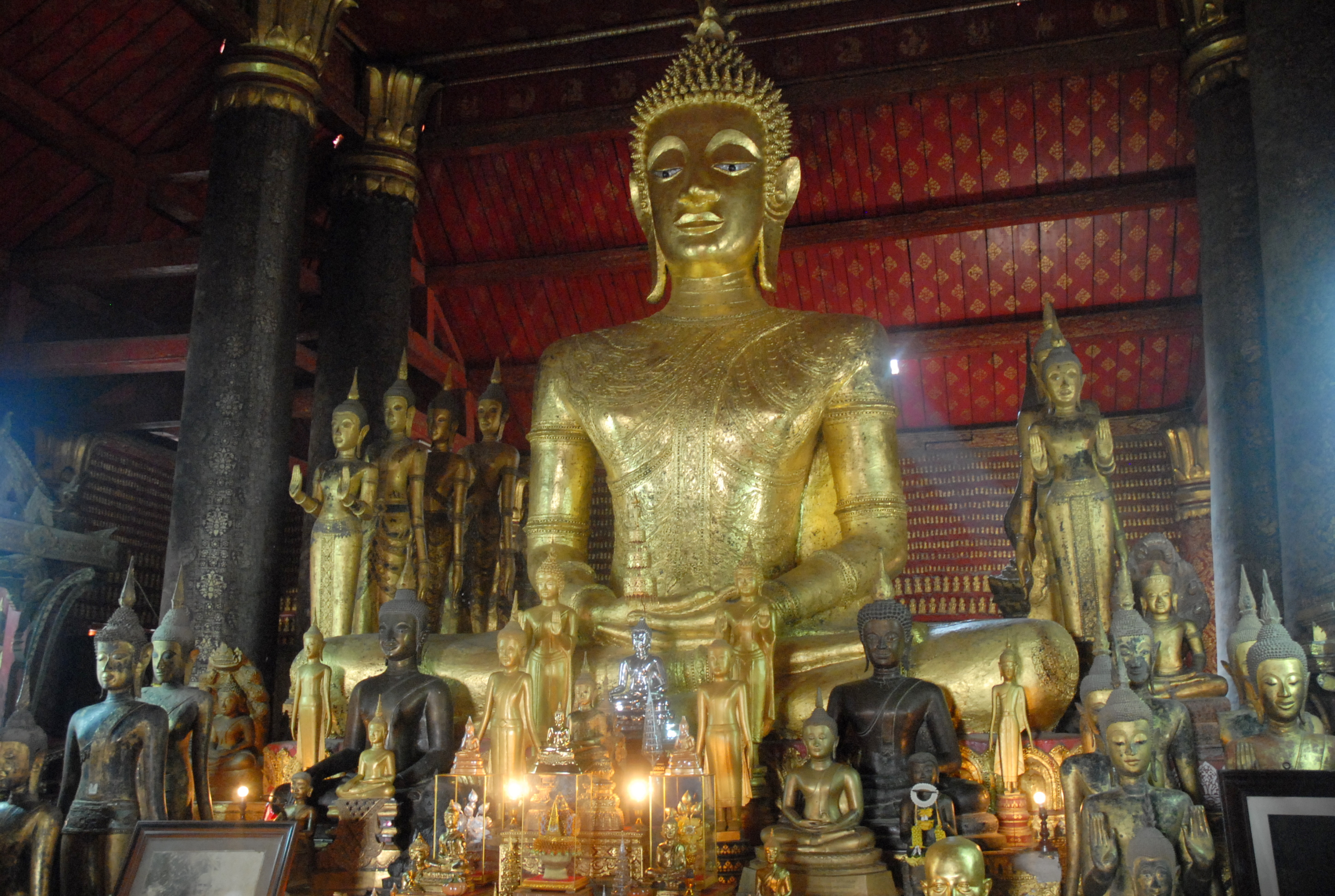
Bouddhas dans la pagode

- Le Vat Xieng Thong, datant de 1560, le plus beau temple du Laos.

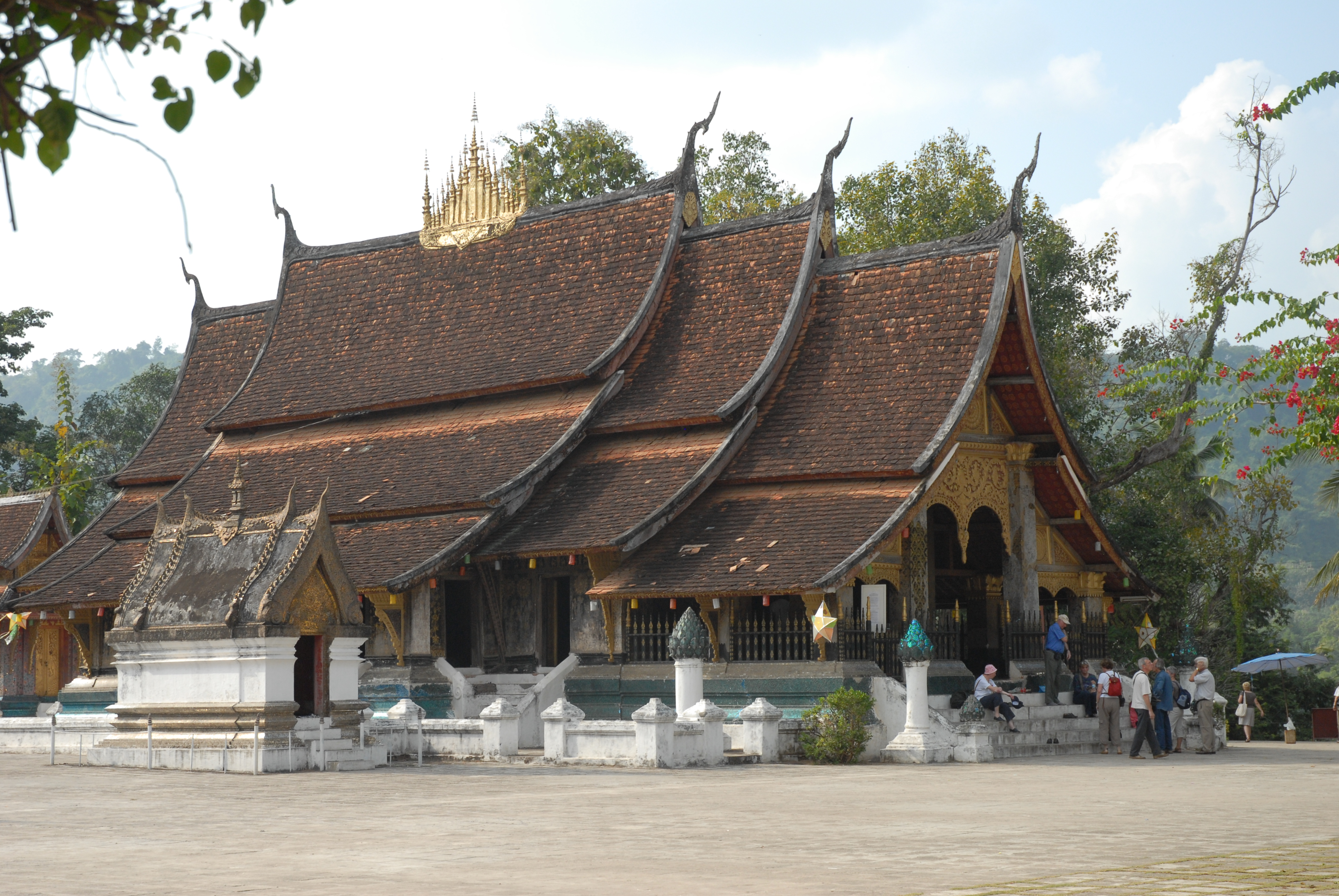
Le Vat Xieng Thong
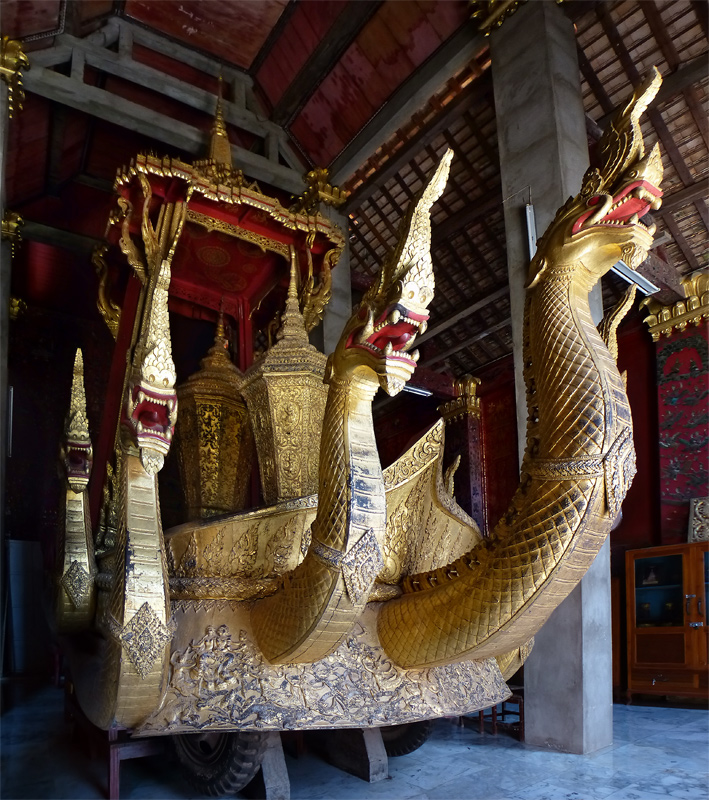
Char funéraire royal

- Le Vat Visoun, le plus ancien de la ville (vers 1450), reconstruit en 1898.

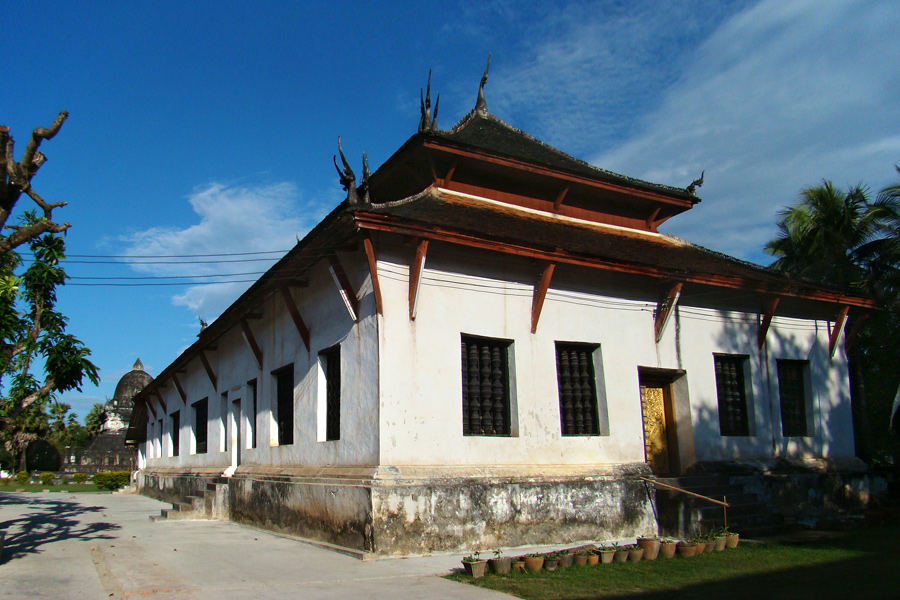
Le Vat Visoun
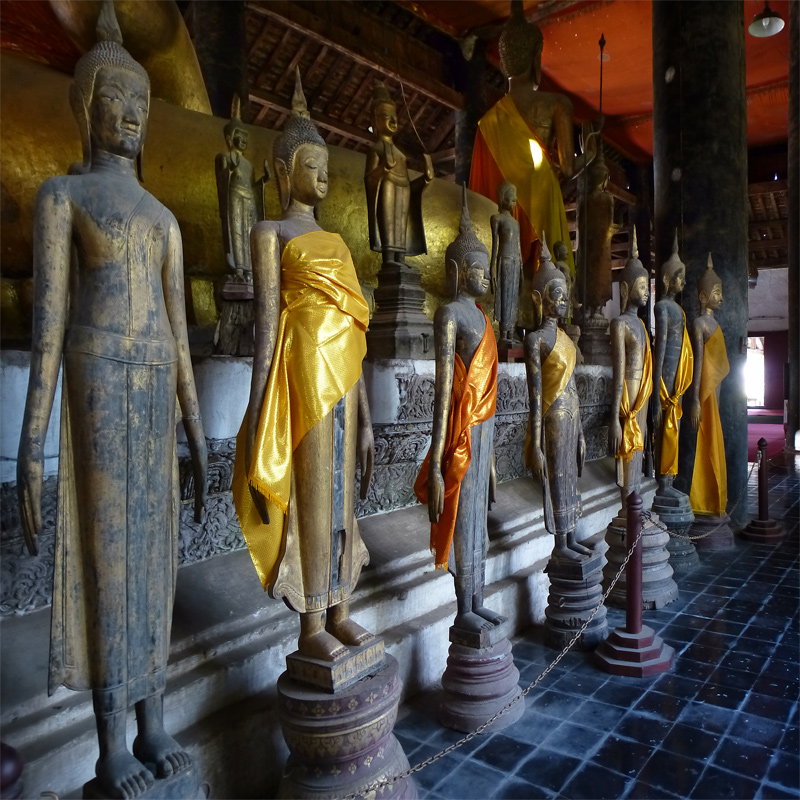
Bouddhas antiques
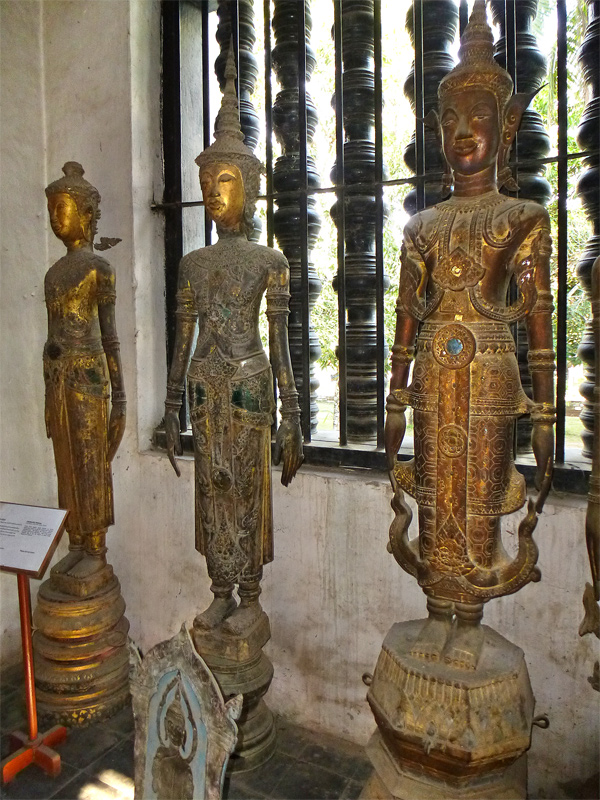
Prince Siddhartha avant son éveil

- Le Wat Pa Phon Phao, Wat Phon Phao, Wat Phonphao, ou Wat Phol Phao, (signifiant « Temple de la Paix »), est un temple bouddhiste situé sur une colline au sud-est de Luang Prabang, près du Mékong et de l'aéroport de Luang Prabang. Le temple, un stūpa en or[pas clair], est utilisé pour la retraite de méditation en forêt. Il compte une belle collection de peintures murales.
- Le Vat Aham, un monastère qui possède une importante collection de plantes médicinales, notamment enrichie par son Supérieur Sathou Kham (né en 1917 et mort en 2003), l'un des derniers moines savants en médecine traditionnelle. Sa collection comptait notamment un grand spécimen d'Acacia concinna (Som poy sang)[8].

## Transports
Luang Prabang, une des premières destinations touristiques du pays, est desservie par un aéroport situé à 4 kilomètres du centre-ville (en 2010, 70 % des touristes arrivent par avion). Les travaux d'extension de cet aéroport ont commencé en février 2010, sans interruption de service. Ils sont prévus pour s'achever en 2013. La piste, portée à 3 000 mètres, pourra d'accueillir des avions gros porteurs (sauf l'Airbus A380), et 4 Boeing 737 et 7 ATR pourront y stationner en même temps. Le coût prévisionnel des travaux est de 86,4 millions de $ américains, financés grâce à un prêt du gouvernement chinois. 500 familles doivent être déplacées.
La desserte routière de Luang Prabang depuis Vientiane doit également être améliorée par la construction d'un nouveau tronçon de 68 km, comportant 10 ponts, pour un coût de 60 millions de $. Les travaux ont commencé en 2008. Lorsqu'ils seront achevés en 2013, le trajet ne prendra plus que quatre heures, contre environ huit aujourd'hui.
La ville de Luang Prabang est desservie à la gare de Luang Prabang par la ligne Boten - Vientiane, un train à grande vitesse qui relie la Chine au Laos. Ce projet qui a débuté en décembre 2016 a été achevé en 2021. La ligne ferroviaire dessert les villes principales du Laos, dont Luang Prabang, Vang Vieng et Vientiane. La durée du trajet à partir de la ville frontalière avec la Chine - Luang Namtha - jusqu'à la capitale Vientiane est réduite à moins de 3 heures en train, au lieu d'un jour et demi en voiture,.

## Population et société

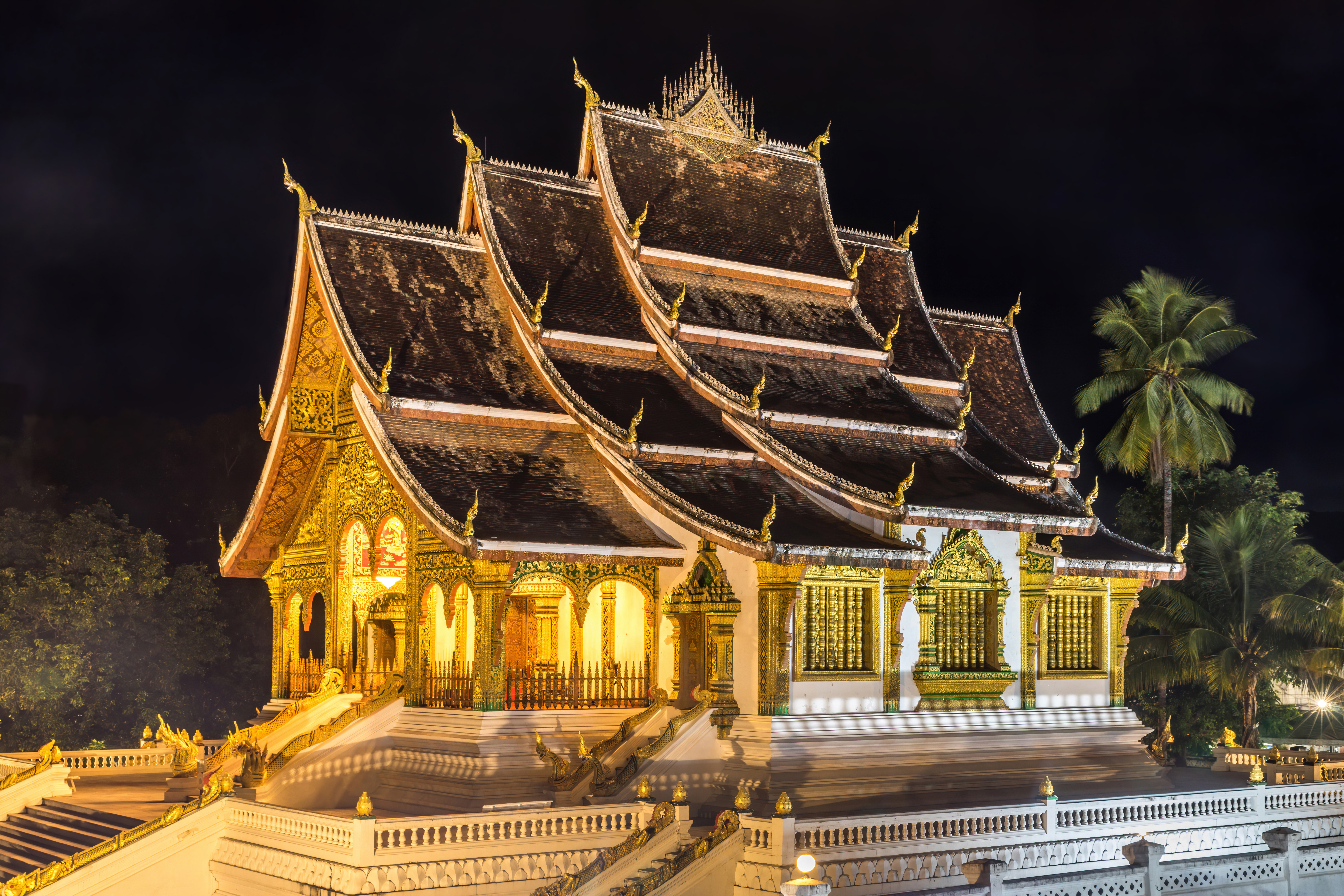
Haw Pha Bang, temple bouddhiste à Luang Prabang. Septembre 2023.

### Personnalités liées à Luang Prabang
- Khamphoui (1912-1981), dernière reine du Laos
- Pierre Somchine Nginn (1892-1971), écrivain
- Savang Vatthana (1907-1978), dernier roi du Laos
- Sisavang Vong (1885-1959), ancien roi du Laos.
- Soulivong Savang (né en 1963), héritier du trône du Laos
- Souphanouvong (1909- 1995), homme politique
- Souvanna Phouma (1901-1984), homme politique
- Phetsarath Rattanavongsa (1890-1959), homme politique

## Villes jumelées
Luang Prabang est jumelée avec une seule ville:
- Bagan, Myanmar depuis 2009

## Galerie

La rivière Nam Khan, à Luang Prabang
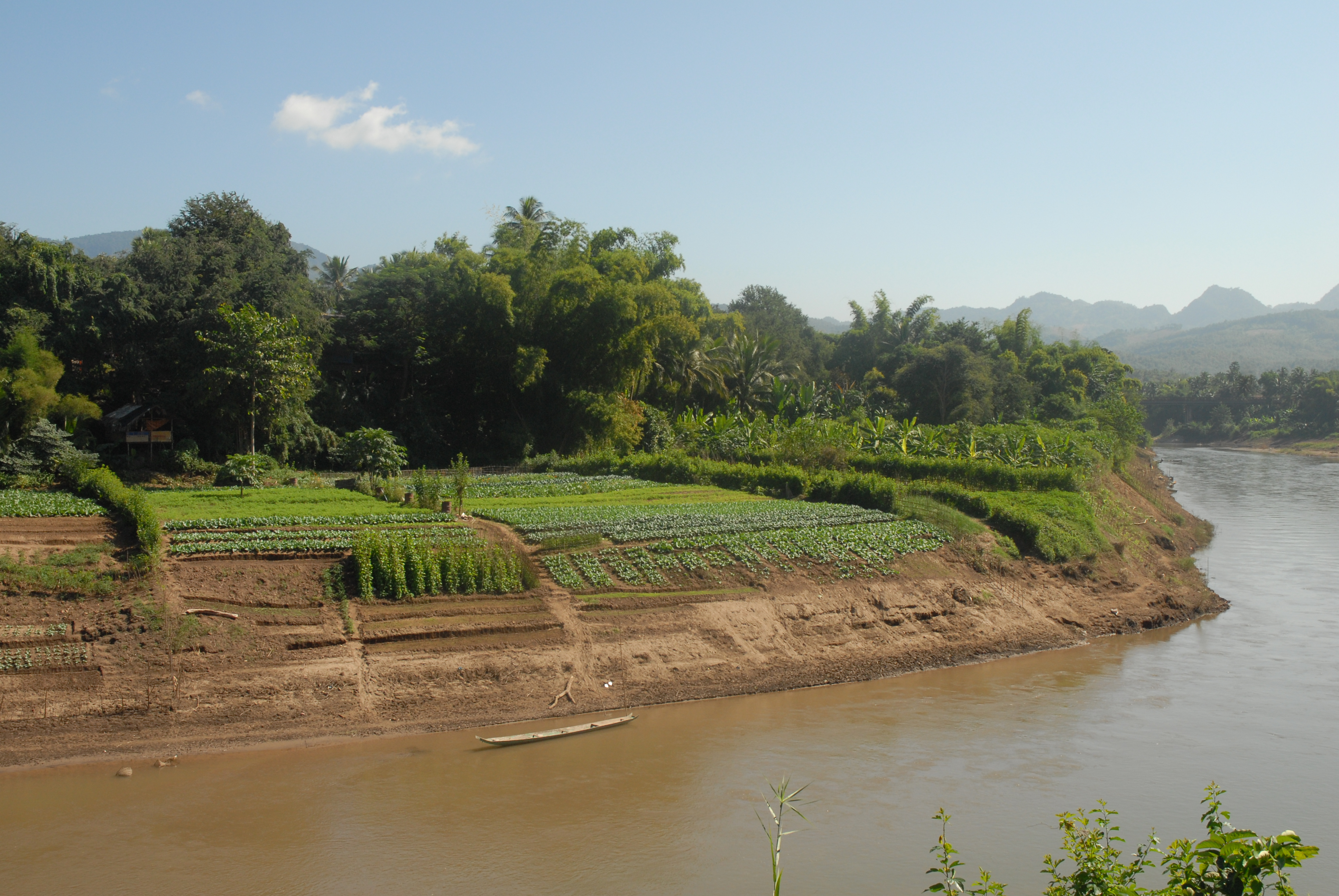
Cultures maraîchères le long de la Nam Khan
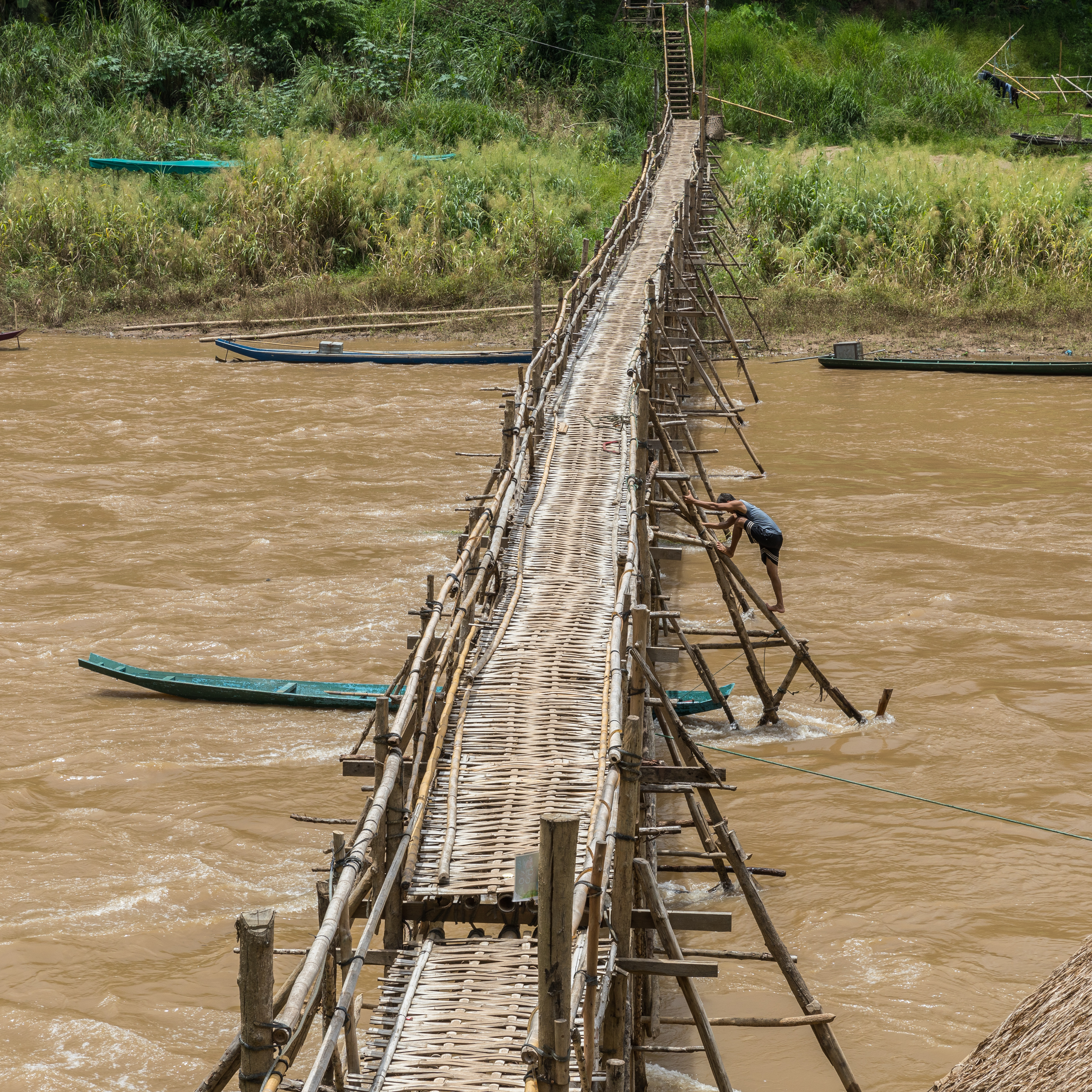
Vue de face d'une passerelle en bois traversant la rivière Nam Khan, avec un ouvrier travaillant à la consolidation de cette structure et se tenant témérairement debout sur un pilier extérieur incliné, à Luang Prabang. Juin 2018.
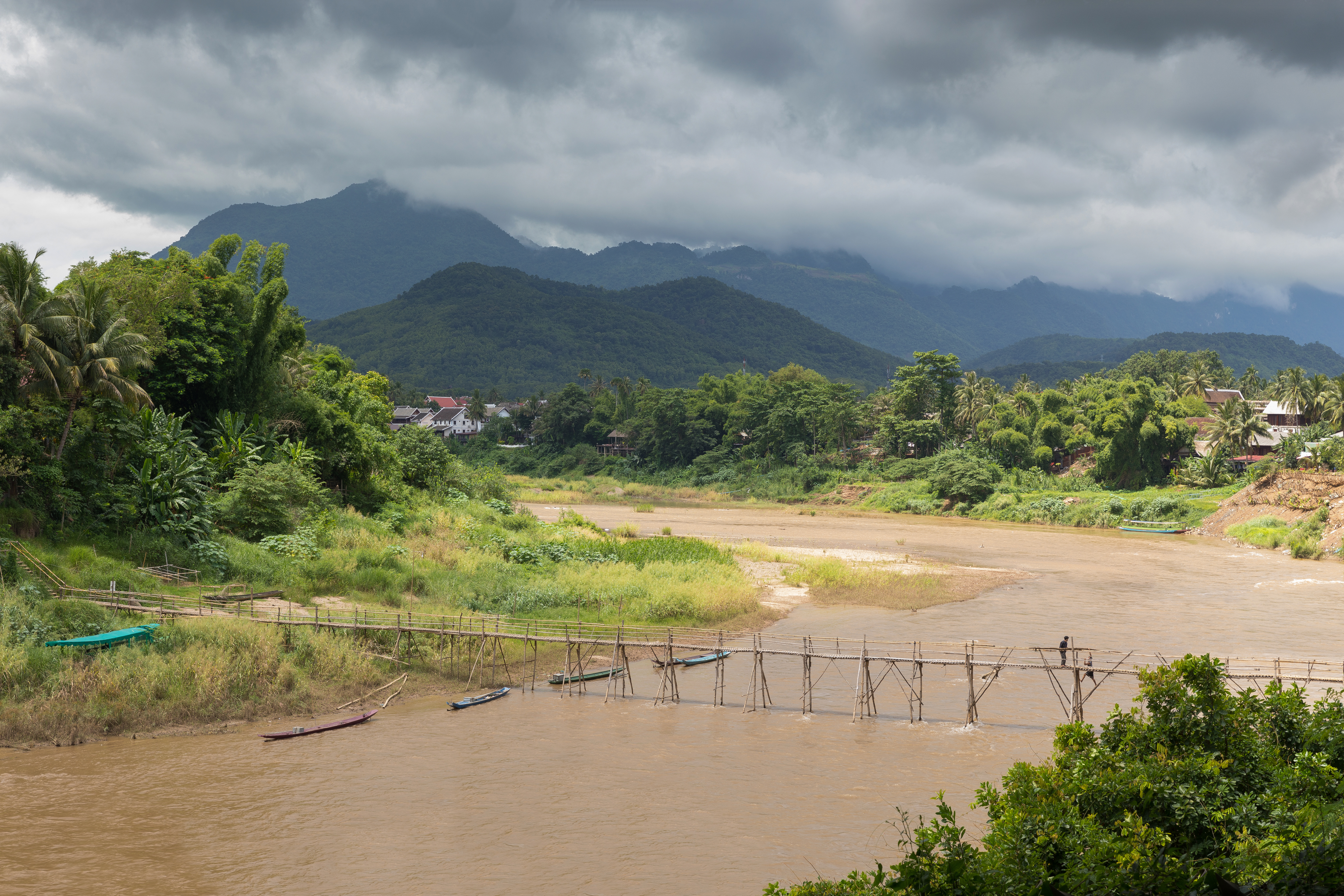
Paysage avec une passerelle en bois traversant la rivière Nam Khan. Deux ouvriers travaillent à sa consolidation, portant une lourde poutre sous un ciel orageux durant la mousson, à Luang Prabang. Juin 2018.
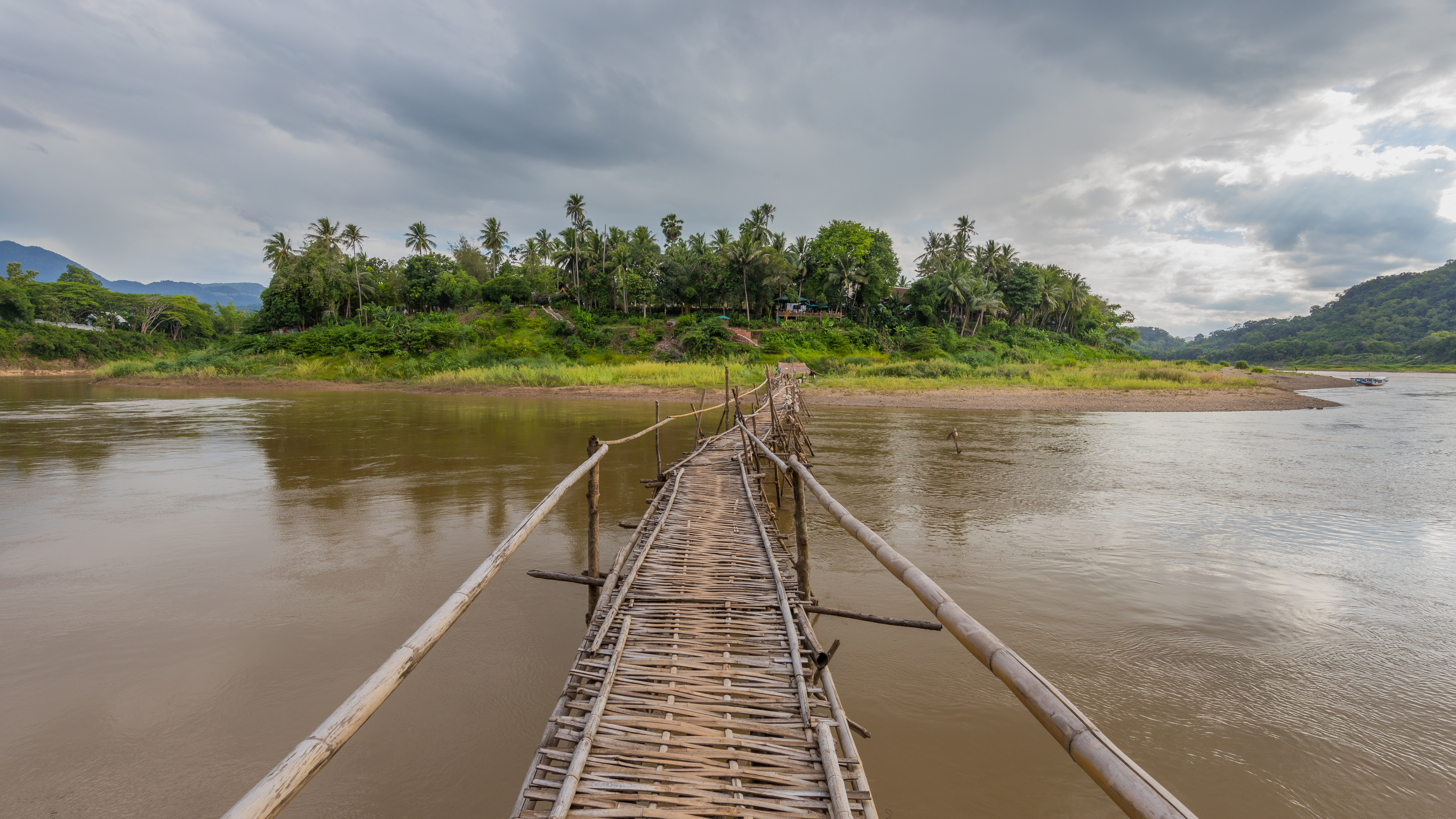
Vue de face d'une passerelle (architecture) en bois au-dessus de la rivière Nam Khan, conduisant vers Luang Prabang, durant la mousson. Juin 2018.
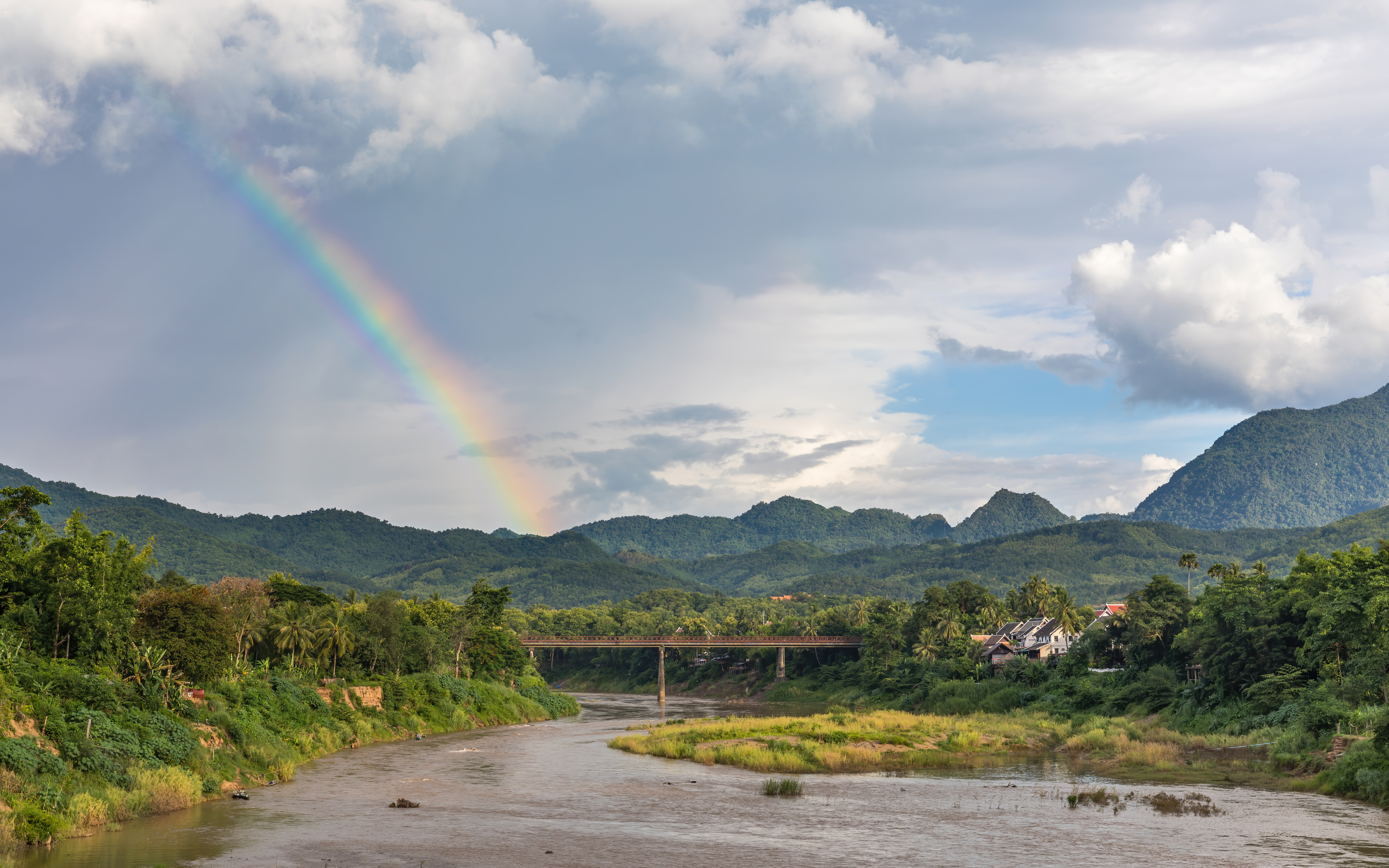
Paysage avec arc-en-ciel et le Vieux Pont au-dessus de la rivière Nam Khan, rue Phetsarat, à Luang Prabang. Juin 2018.
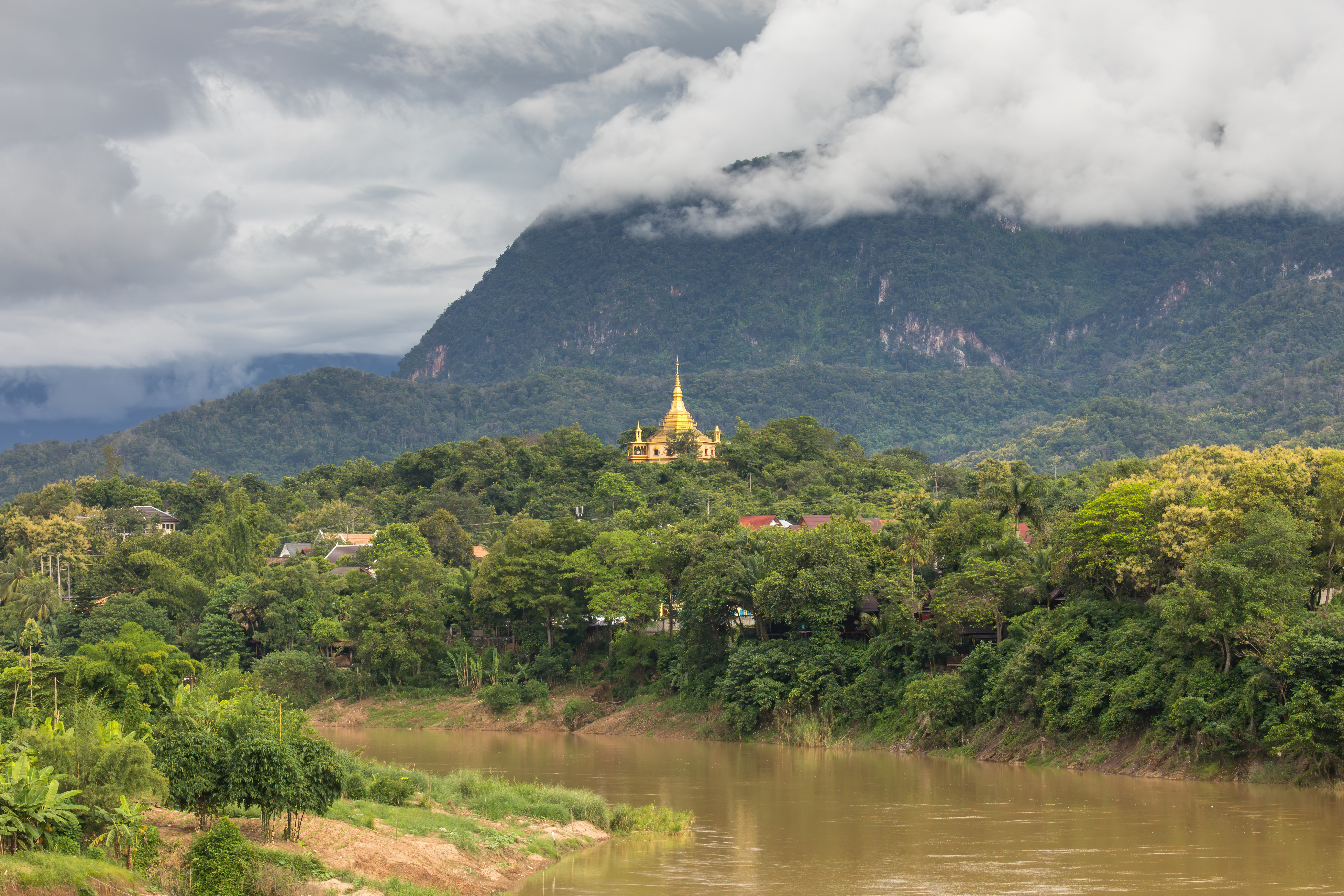
Le temple bouddhiste Wat Pa Phon Phao près de la rivière dans le Luang Prabang. Septembre 2023.

Bouddhisme à Luang Prabang
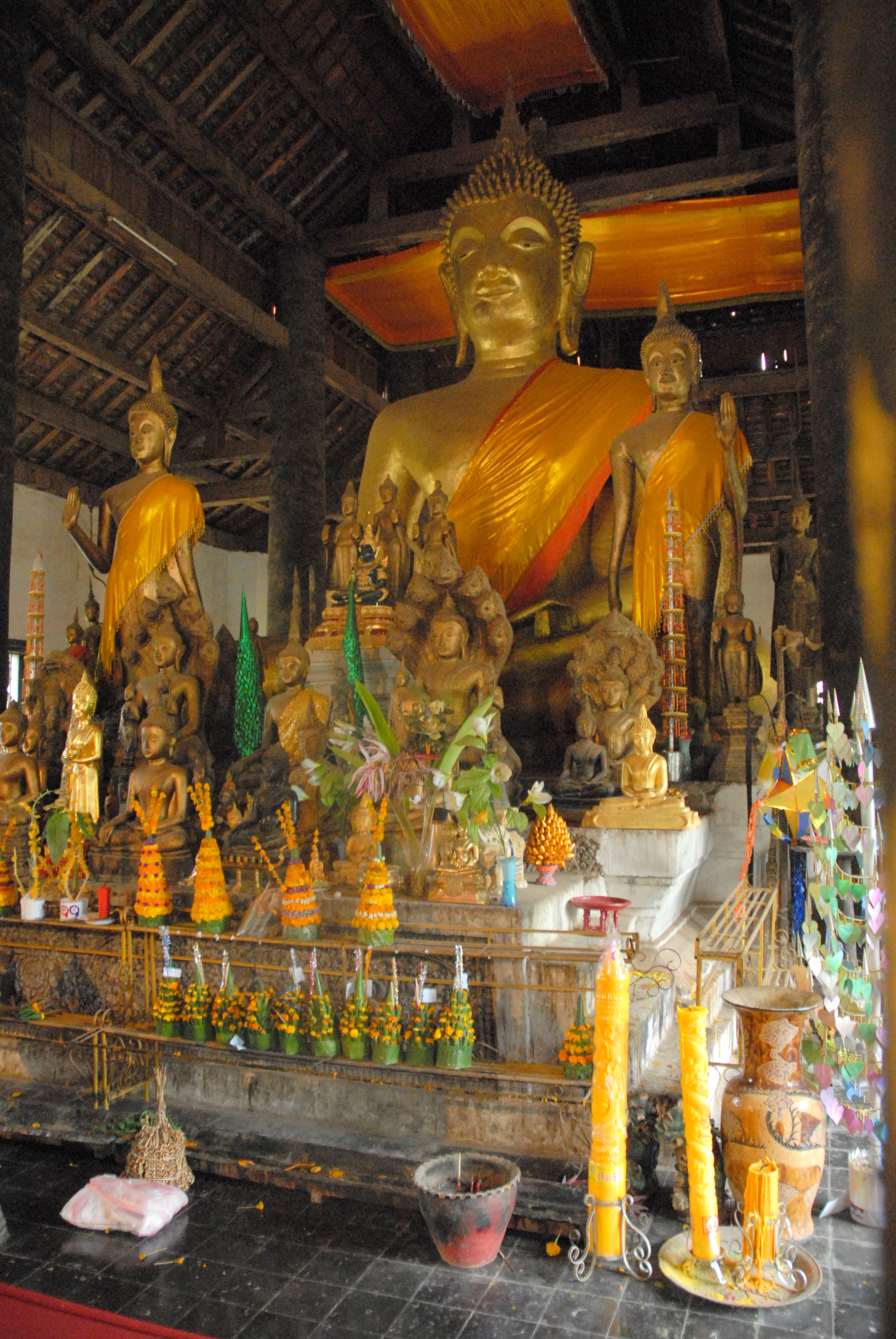
Bouddhas au Vat Vixoune
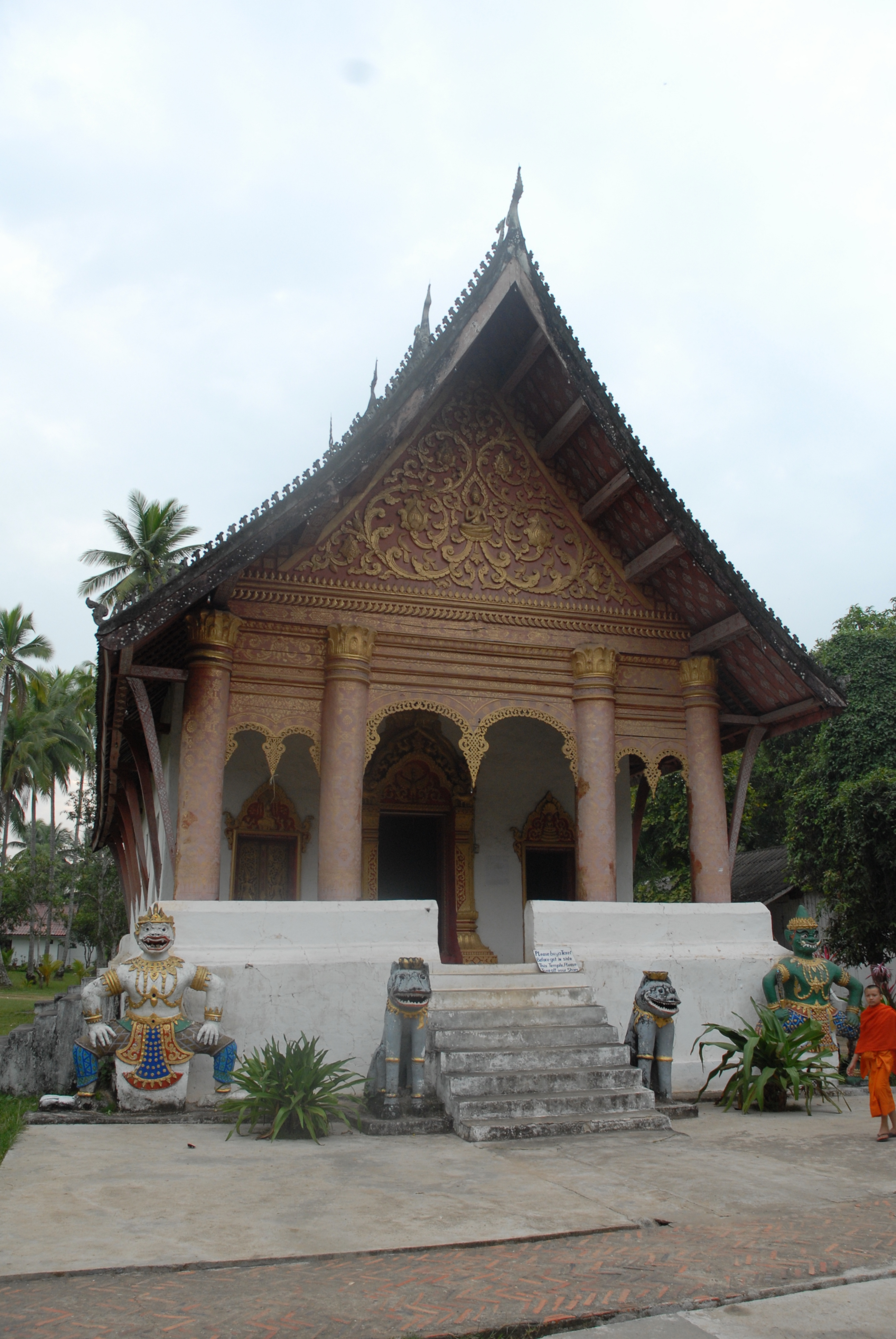
Vat Aham
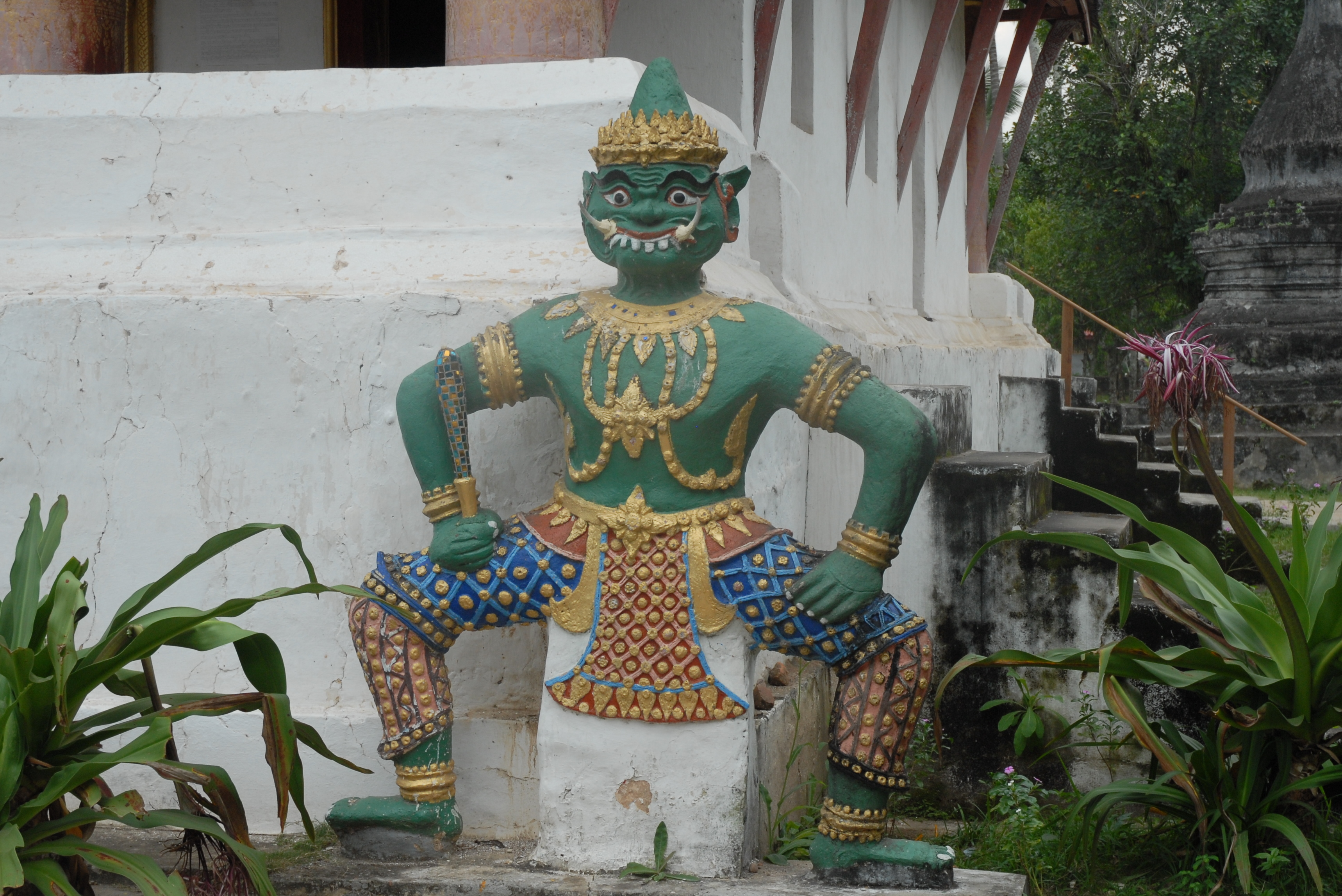
Un des deux dvarapalas gardant le Vat Aham
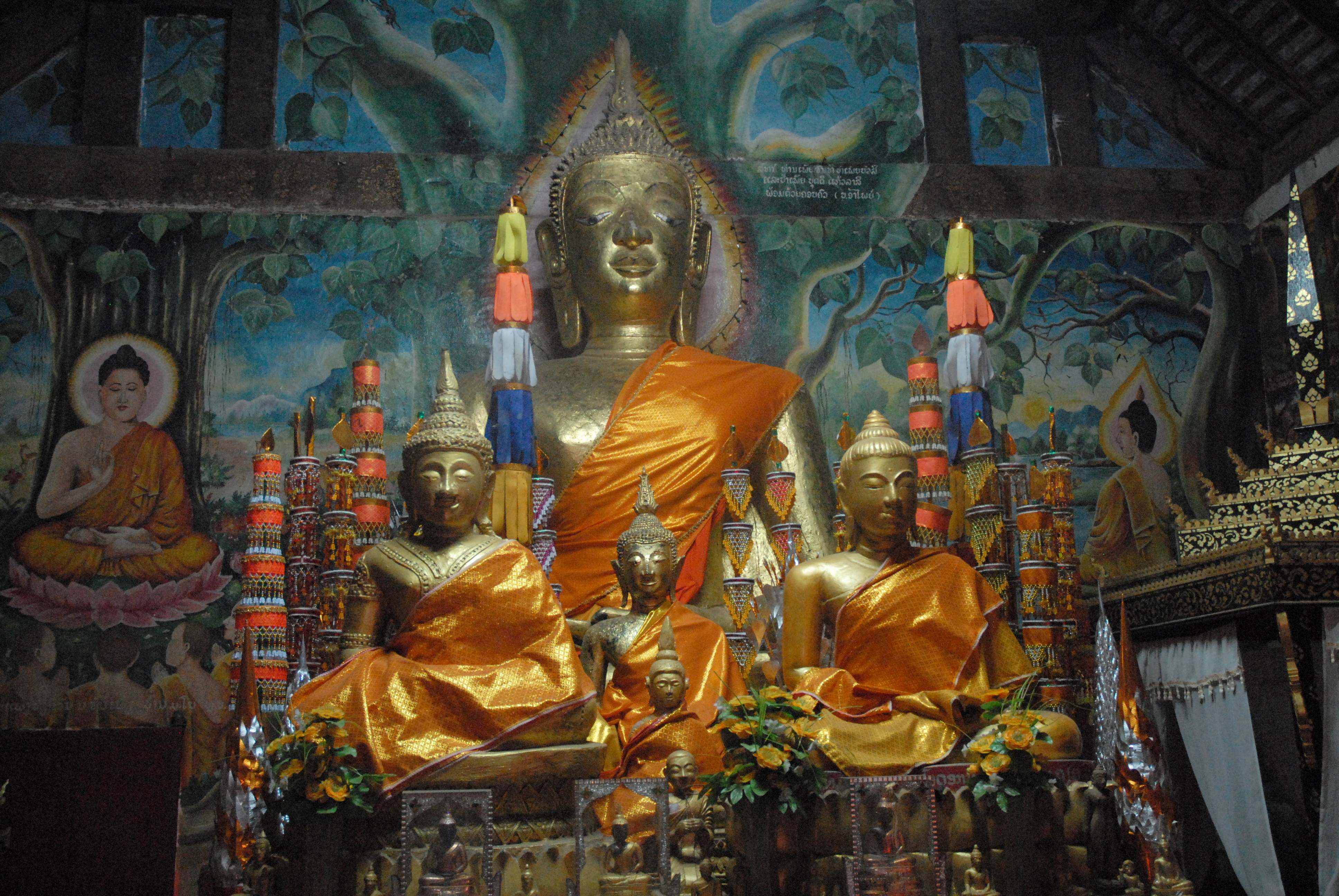
Bouddhas au Vat Aham
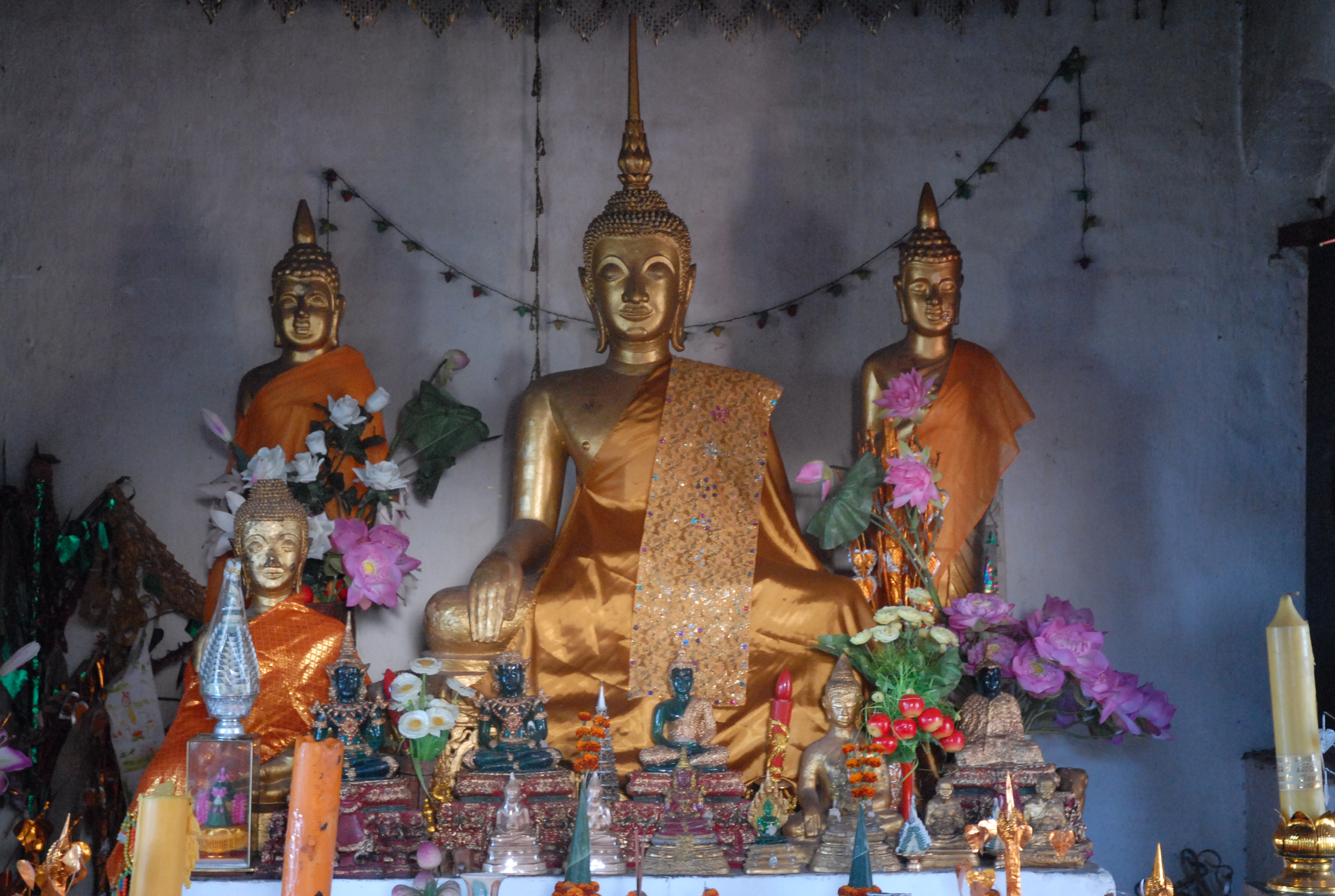
Bouddhas dans la pagode au sommet de la colline Phou Si
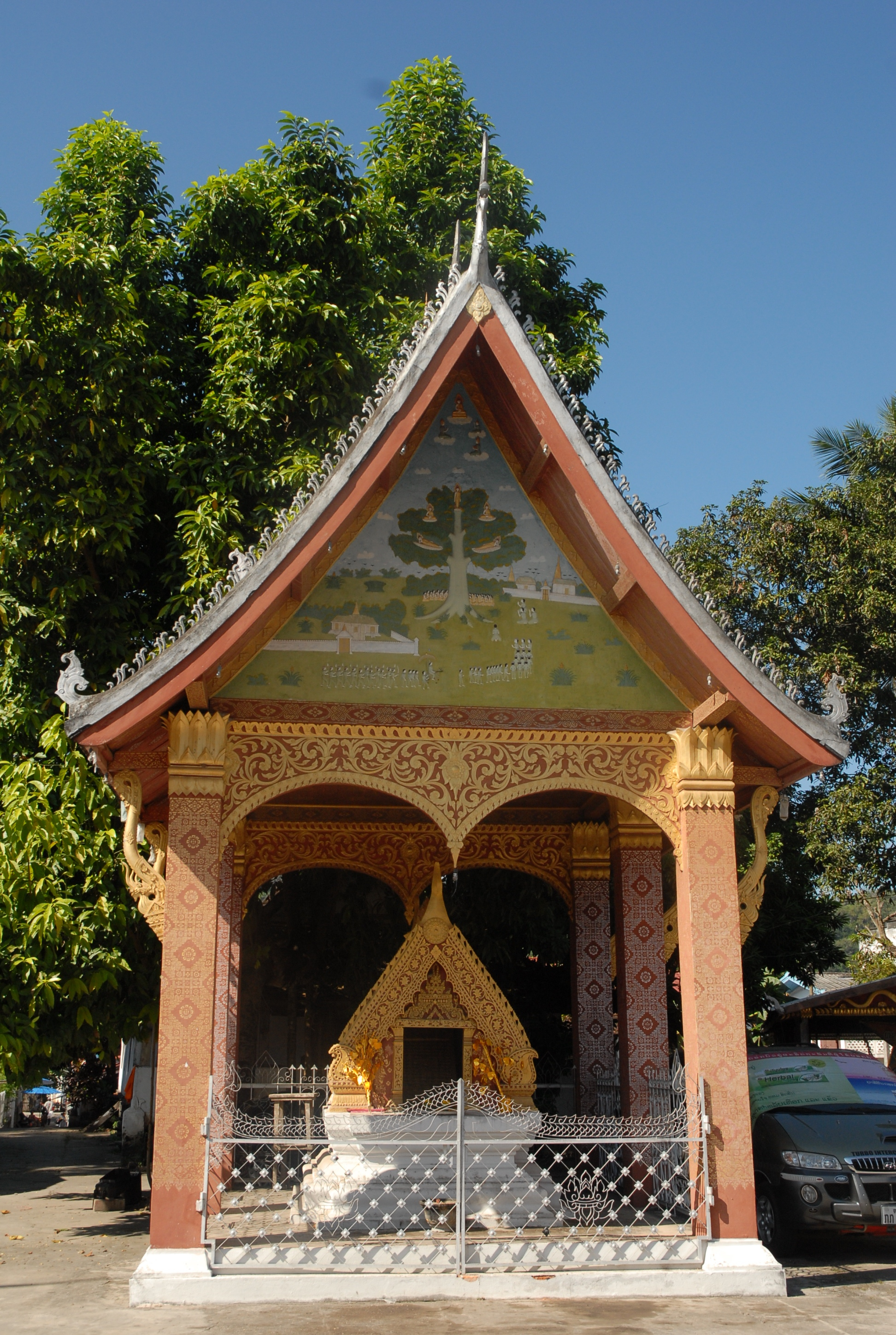
Vat Sen : bâtiment annexe
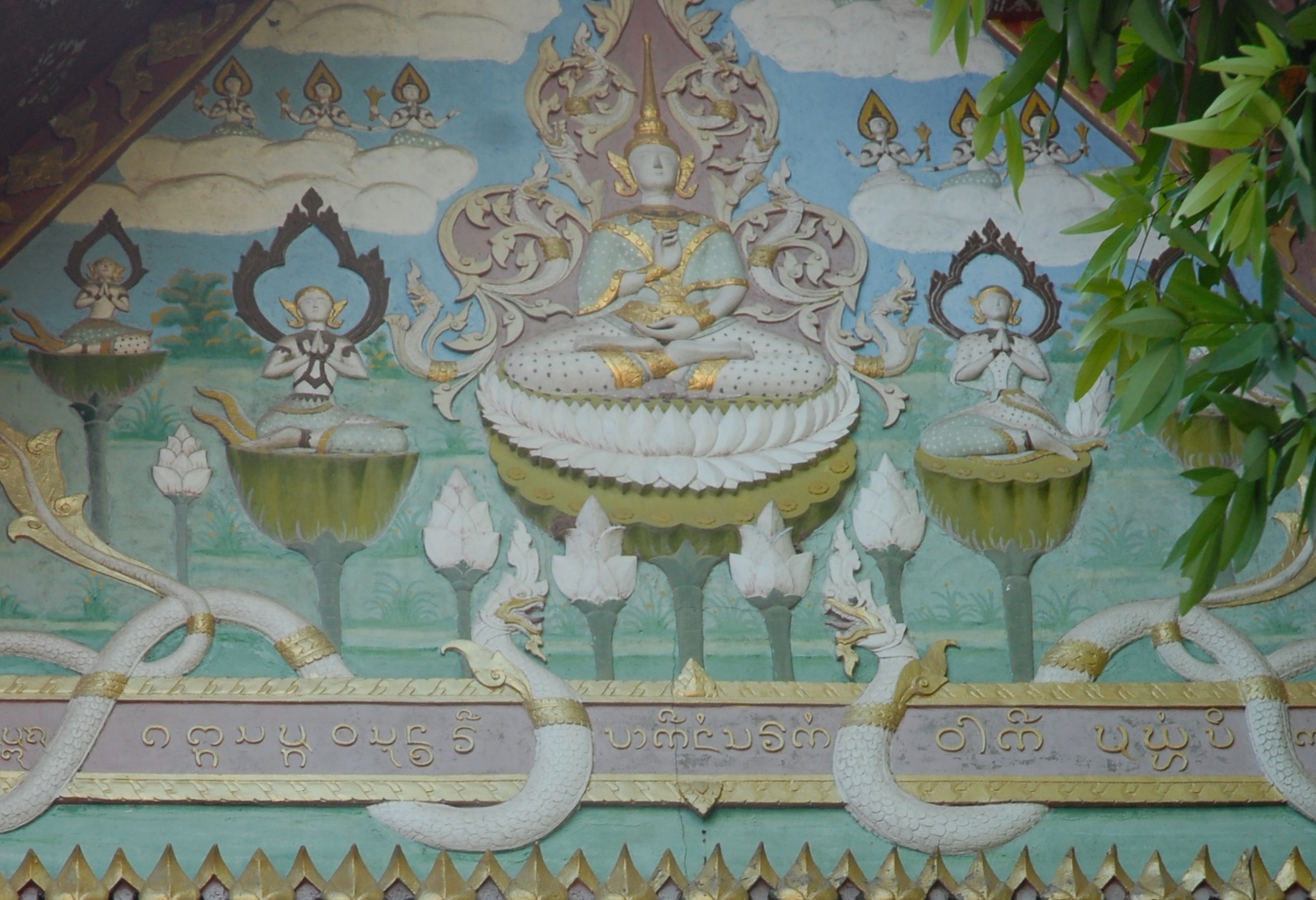
Vat Sen : fronton d'un bâtiment annexe
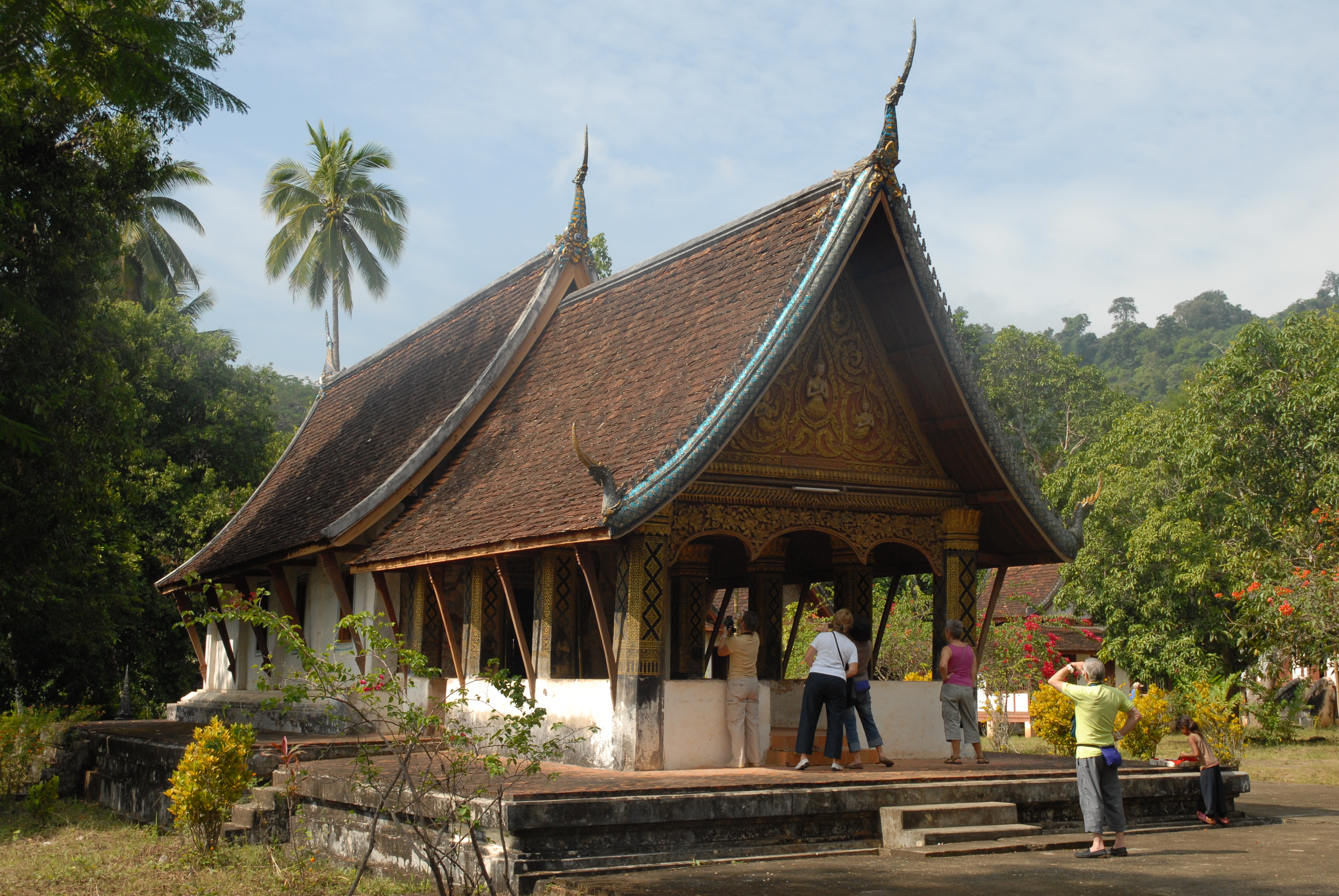
Vat Longkhoune, près de Luang Prabang
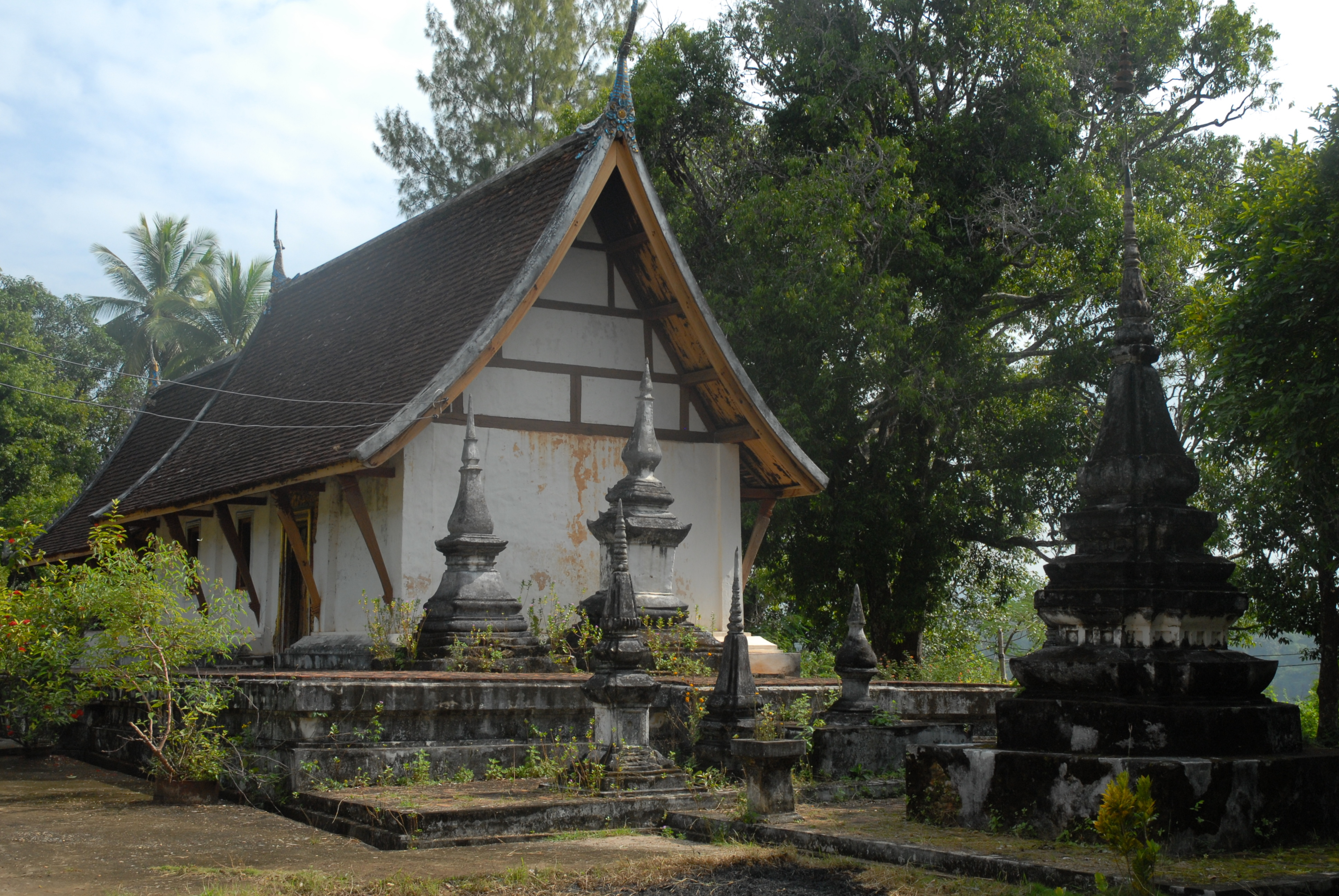
Vat Longkhoune : stupas à l'arrière de la pagode
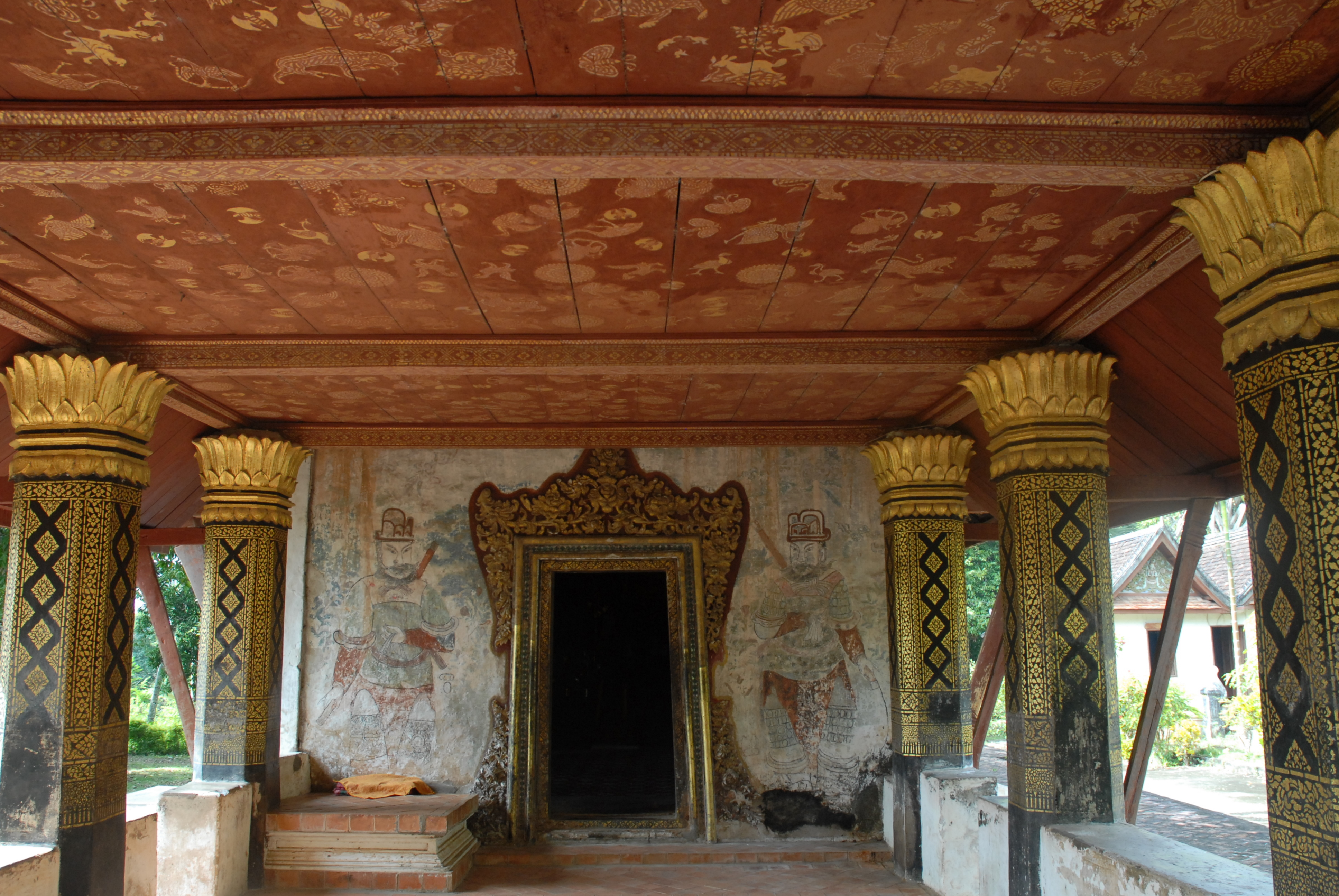
Vat Longkhoune : sous l'avant-corps
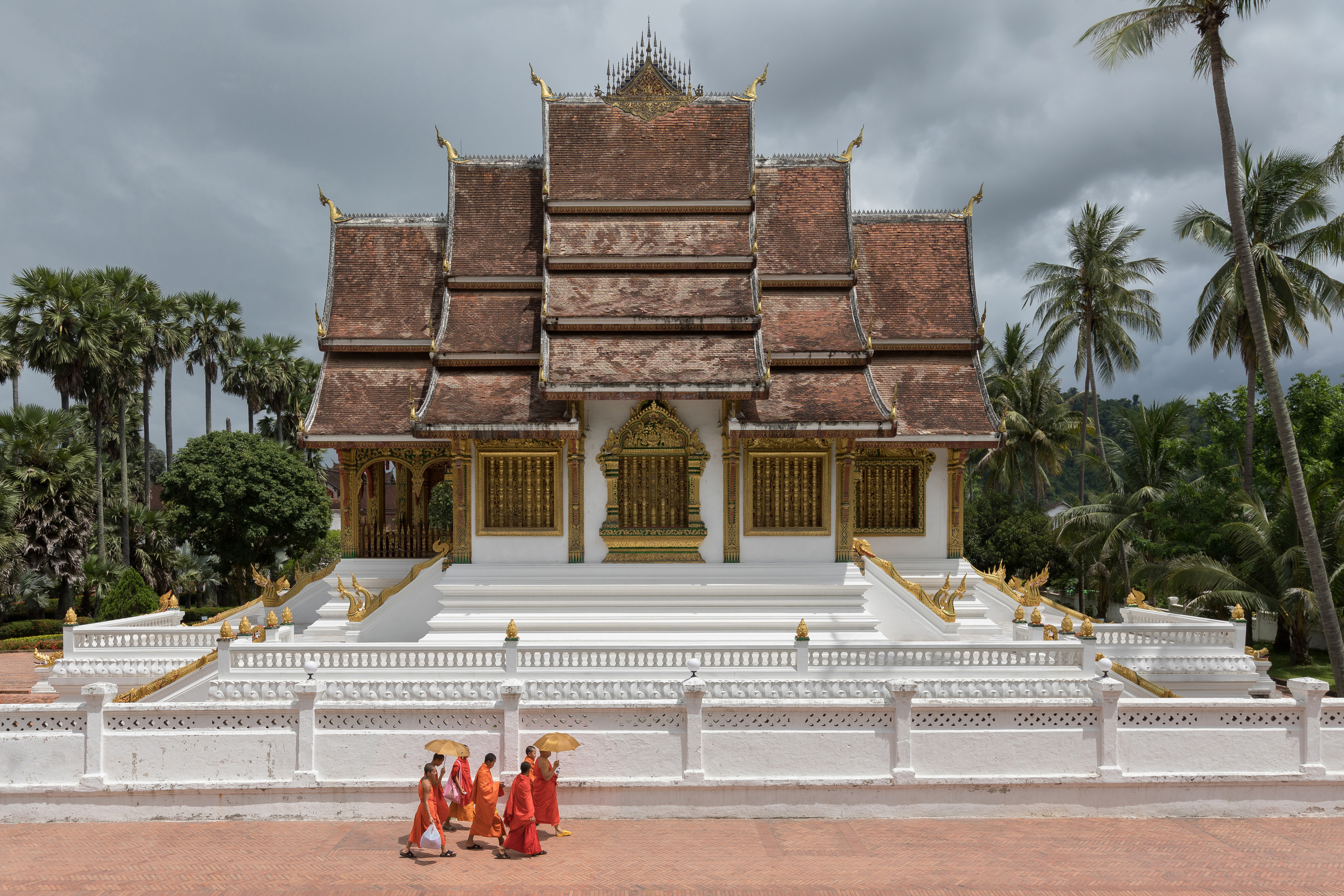
Moines bouddhistes marchant devant le temple Haw Pha Bang
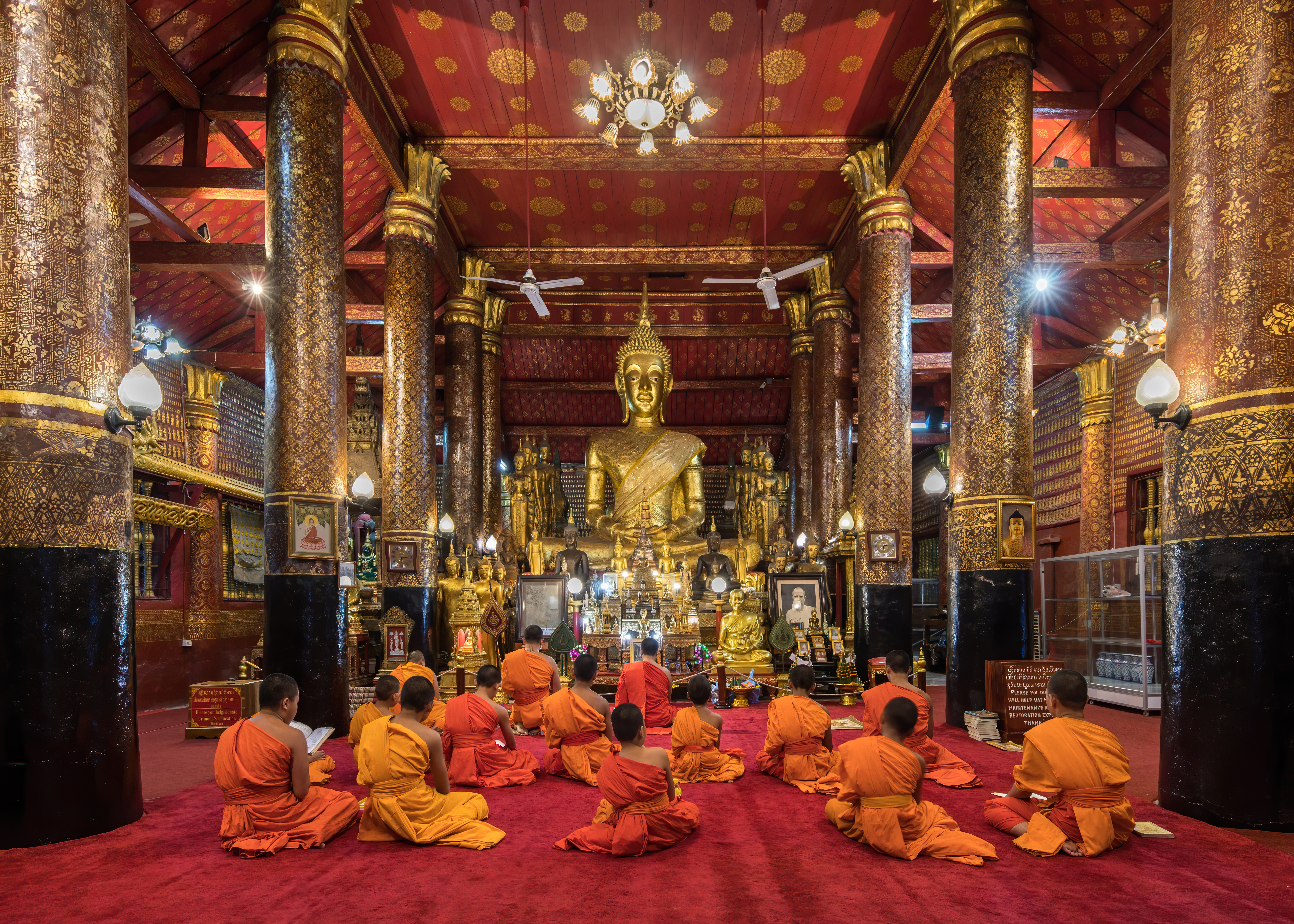
Bhikshus assis devant une statue de Bouddha dorée pendant l'heure de la prière à l'intérieur du Wat Mai Suwannaphumaham, temple bouddhiste du 18e siècle, devant une statue de Bouddha dorée, à Luang Prabang. Septembre 2023.

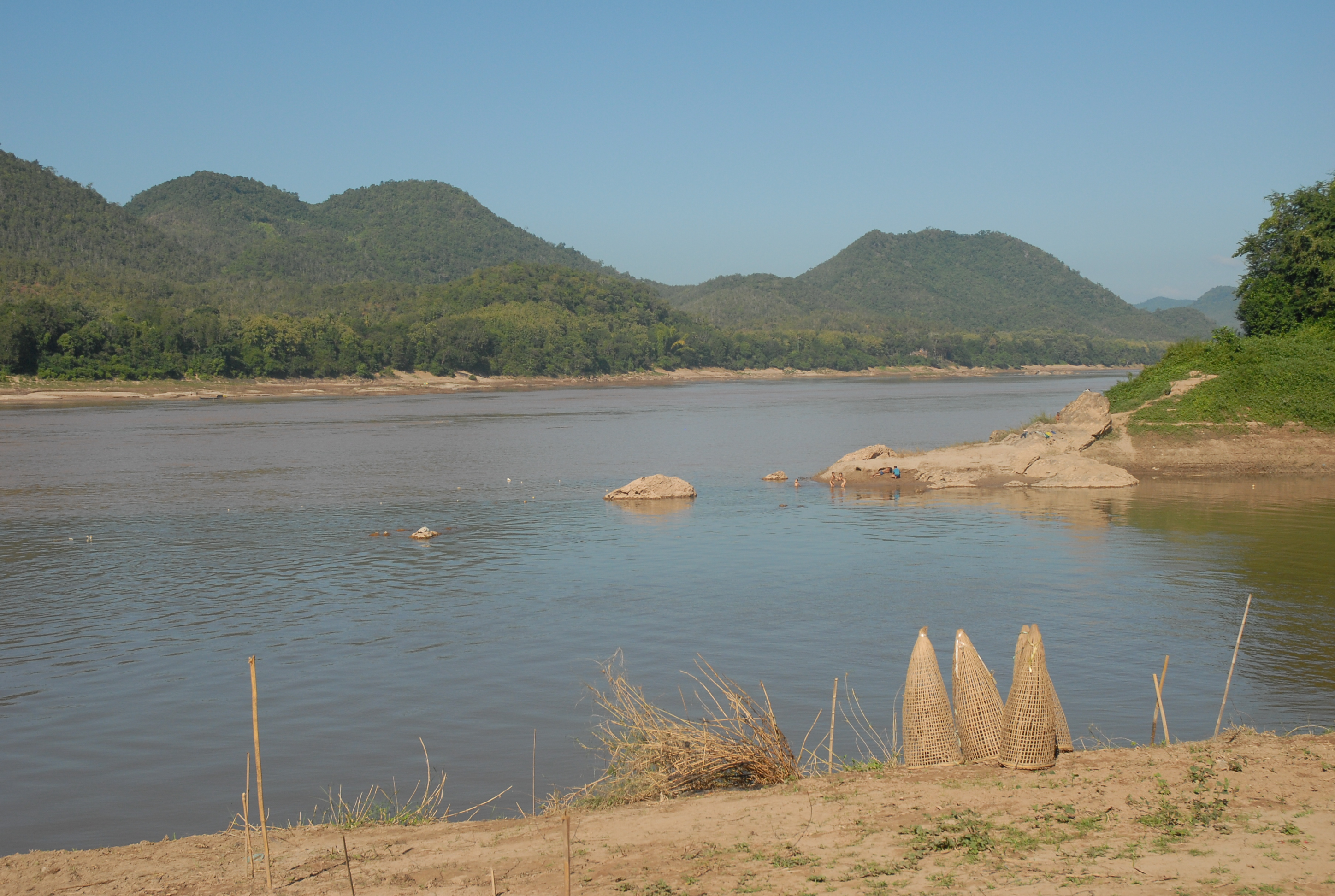
Confluent du Mékong et de la Nam Khan
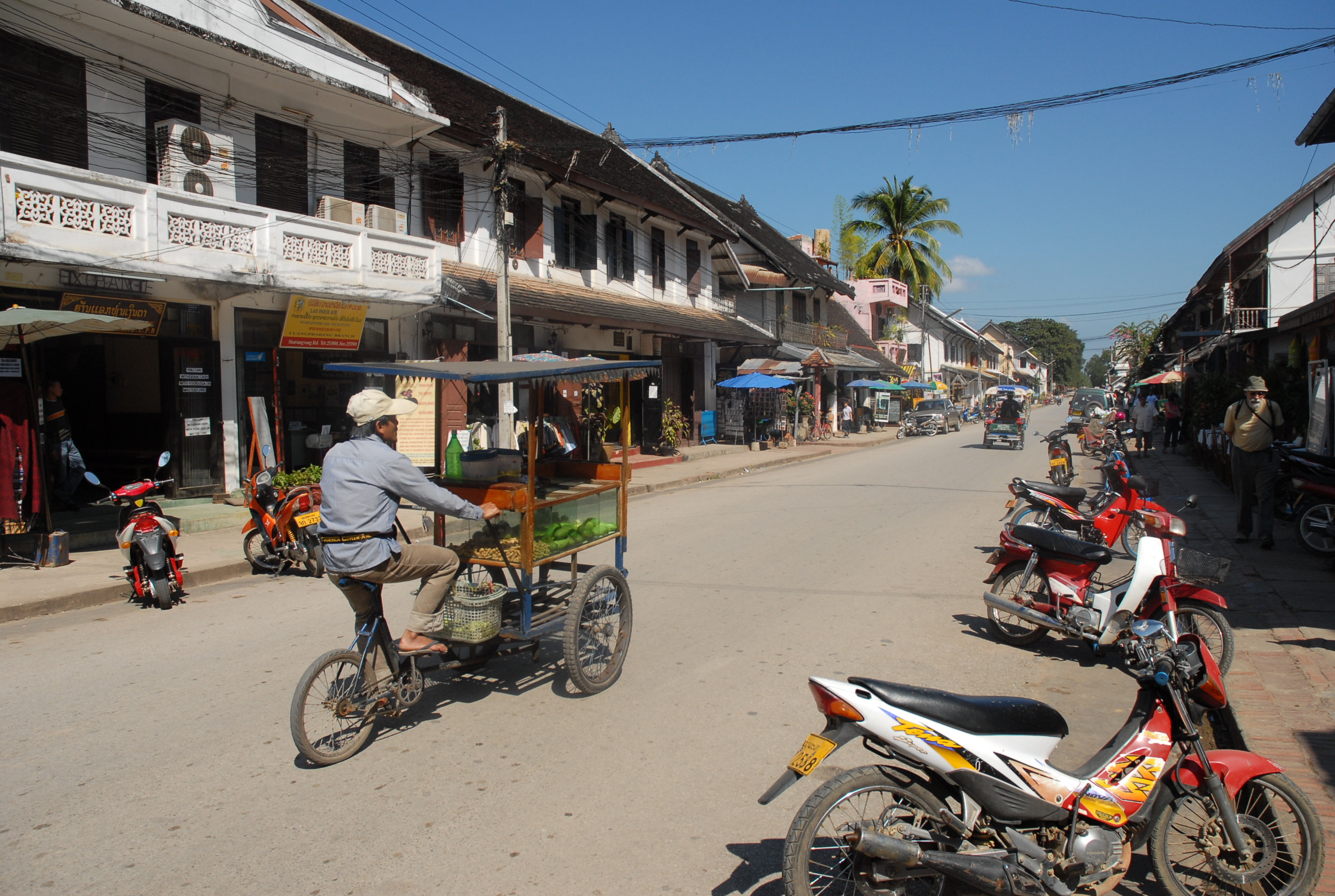
Rue principale du centre historique
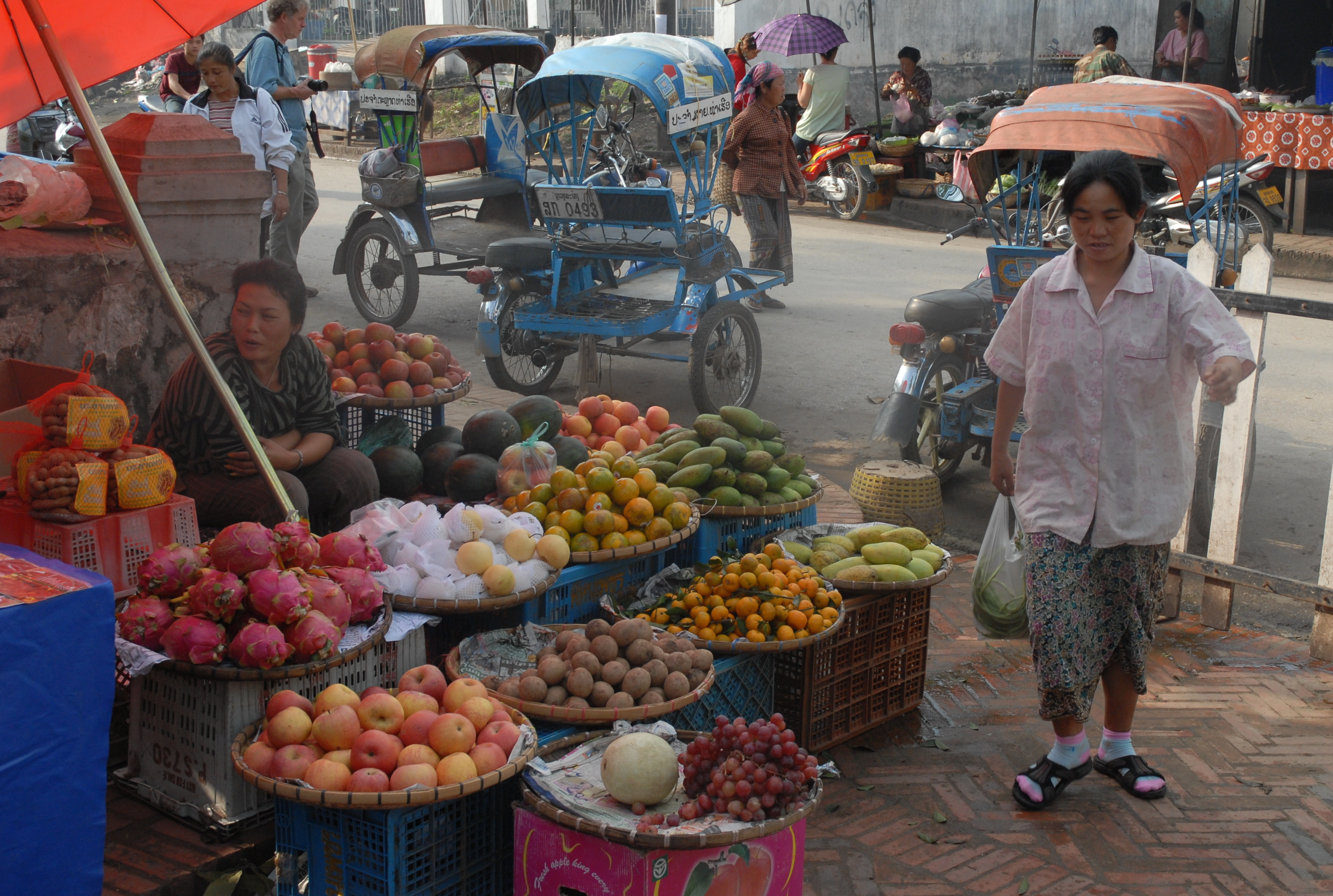
Marché matinal : denrées alimentaires
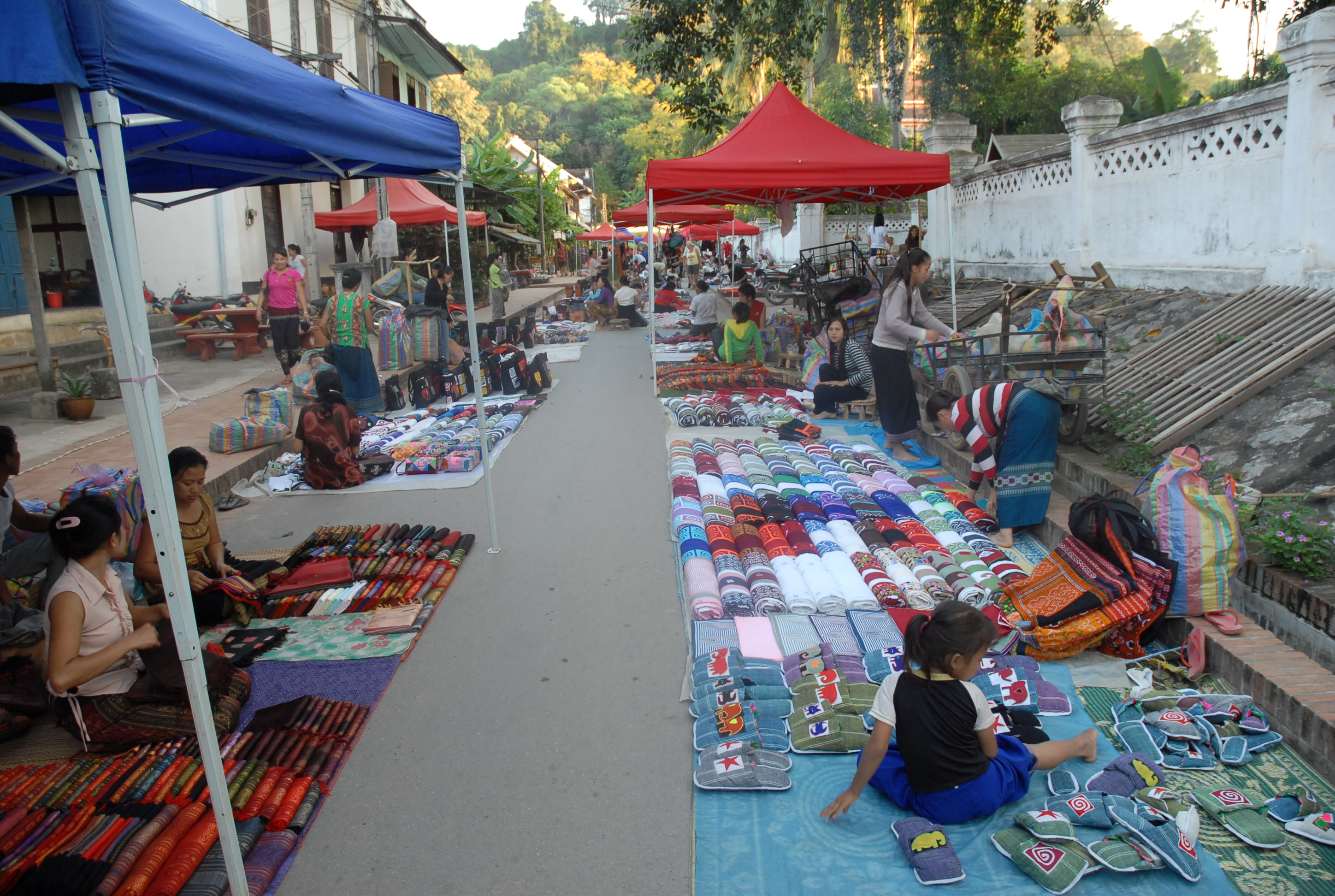
Marché du soir : tissus et objets artisanaux
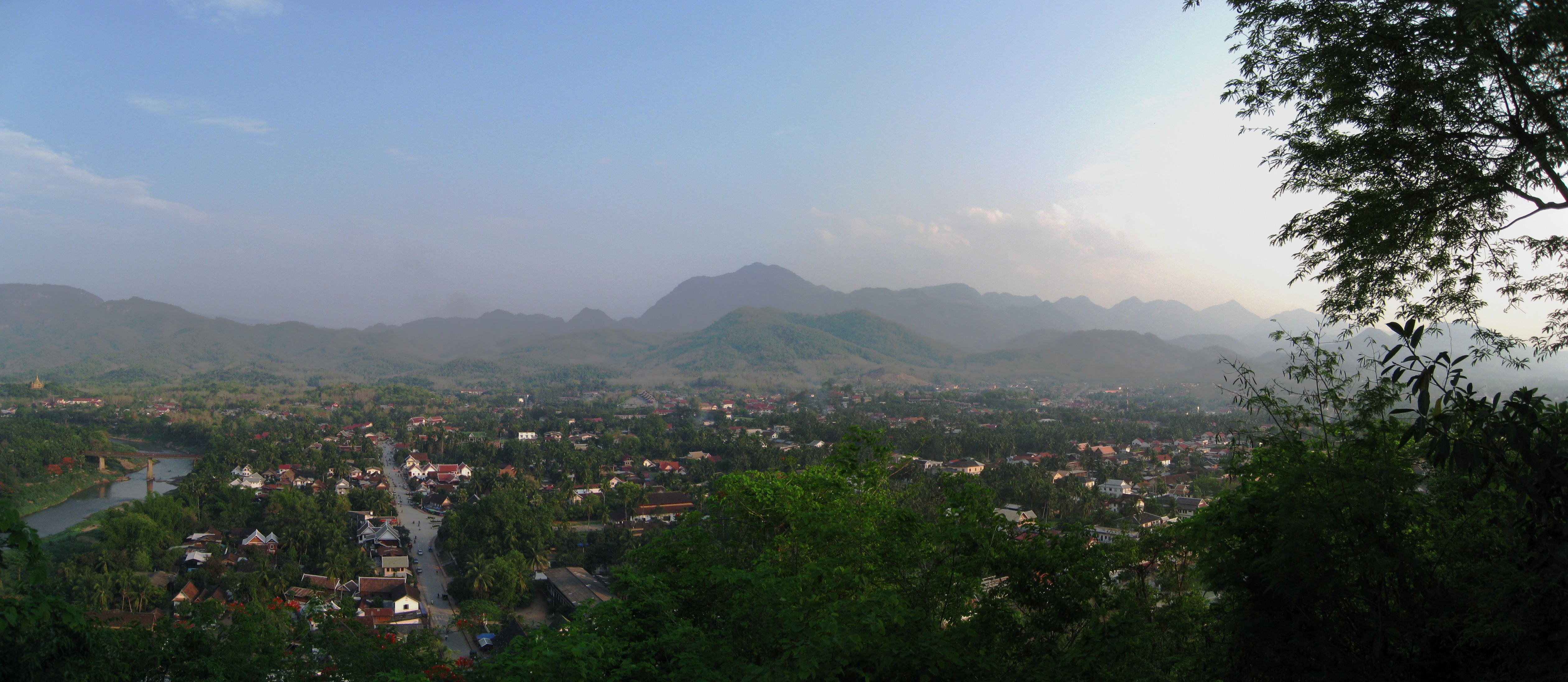
Panorama depuis le mont Phou Si
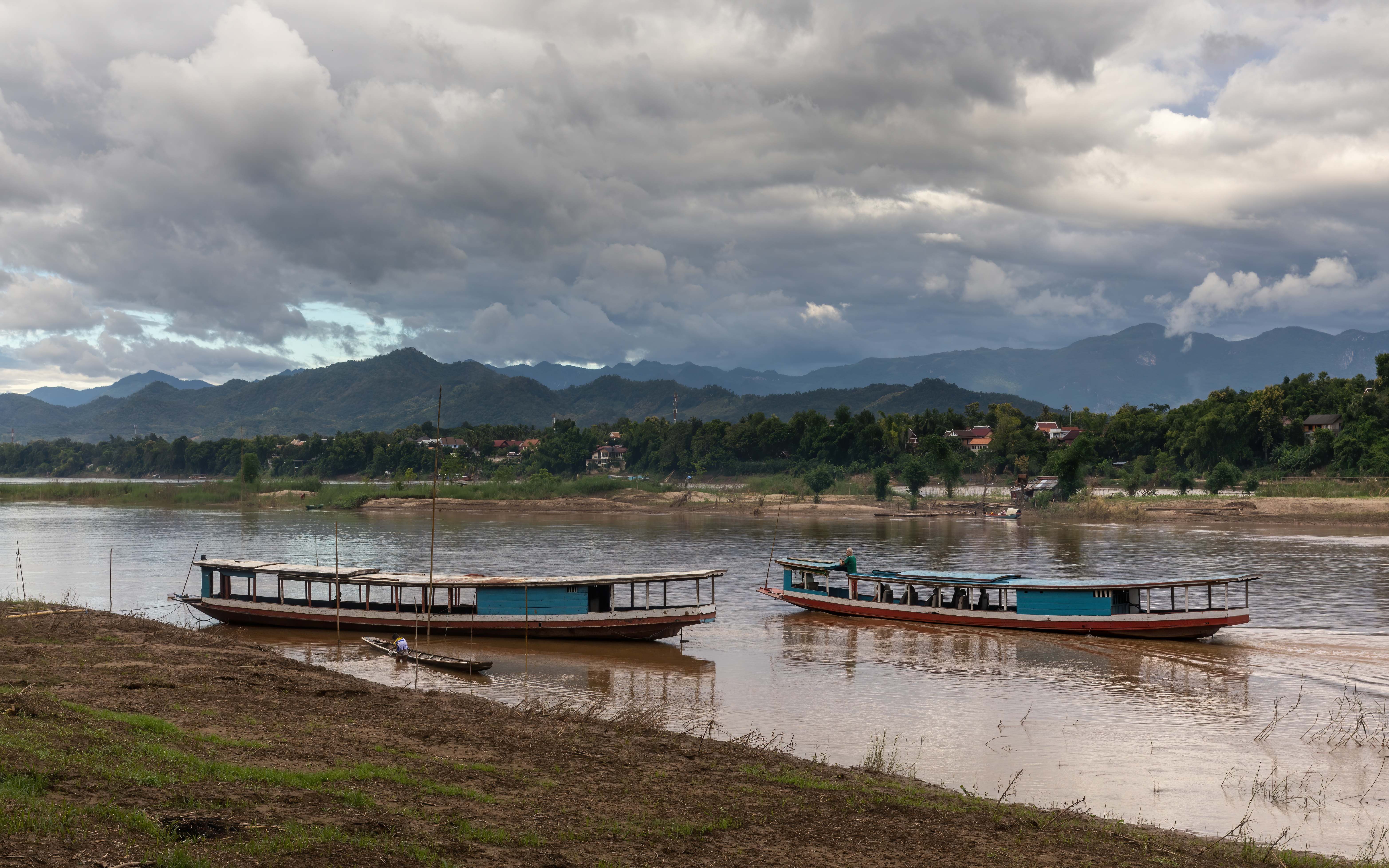
Bateaux sur le Mékong avec des nuages sombres et du ciel bleu en fin d'après-midi à Luang Prabang. Septembre 2023.
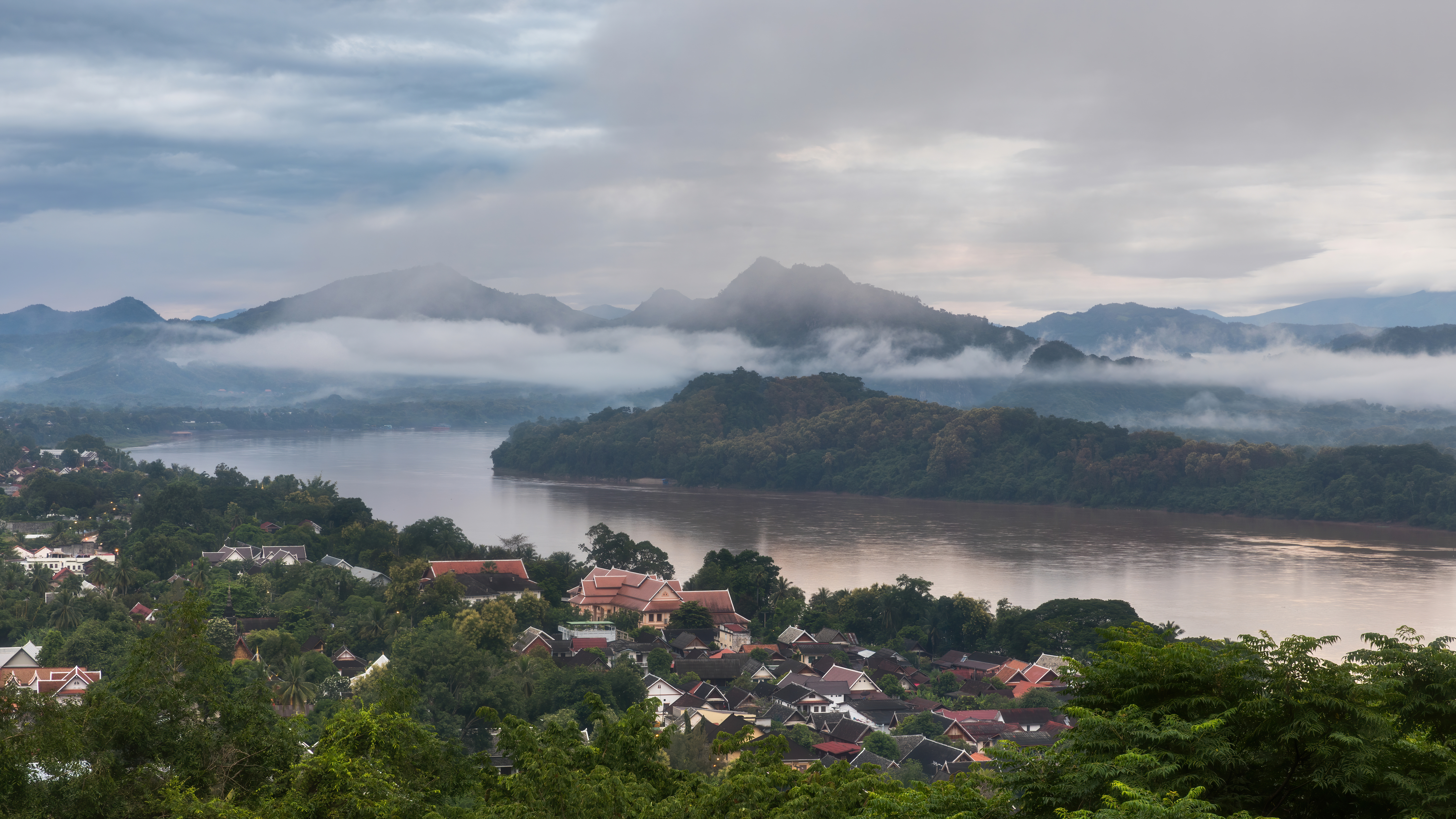
Montagnes avec de la brume et des nuages bas, eau boueuse du Mékong, et habitations parmi les arbres, durant la mousson, vus du Mont Phou Si, au lever du soleil (6h du matin) à Luang Prabang.Septembre 2023.